# Шамиль
Шами́ль (авар. Шами́л, кум. Шамил; 26 июня [7 июля] 1797, Гимры — 4 [16] февраля 1871, Медина, Хабеш) — предводитель северо-кавказского национально-освободительного сопротивления, в 1834 году признанный имамом Северо-Кавказского имамата — теократического государства, в котором объединил горцев Северного Кавказа. Национальный герой народов Северного Кавказа.

## Биография

### Происхождение
Сын аварского узденя Денгав-Мухаммада и дочери аварского бека Пир-Будаха — Баху-Меседы.

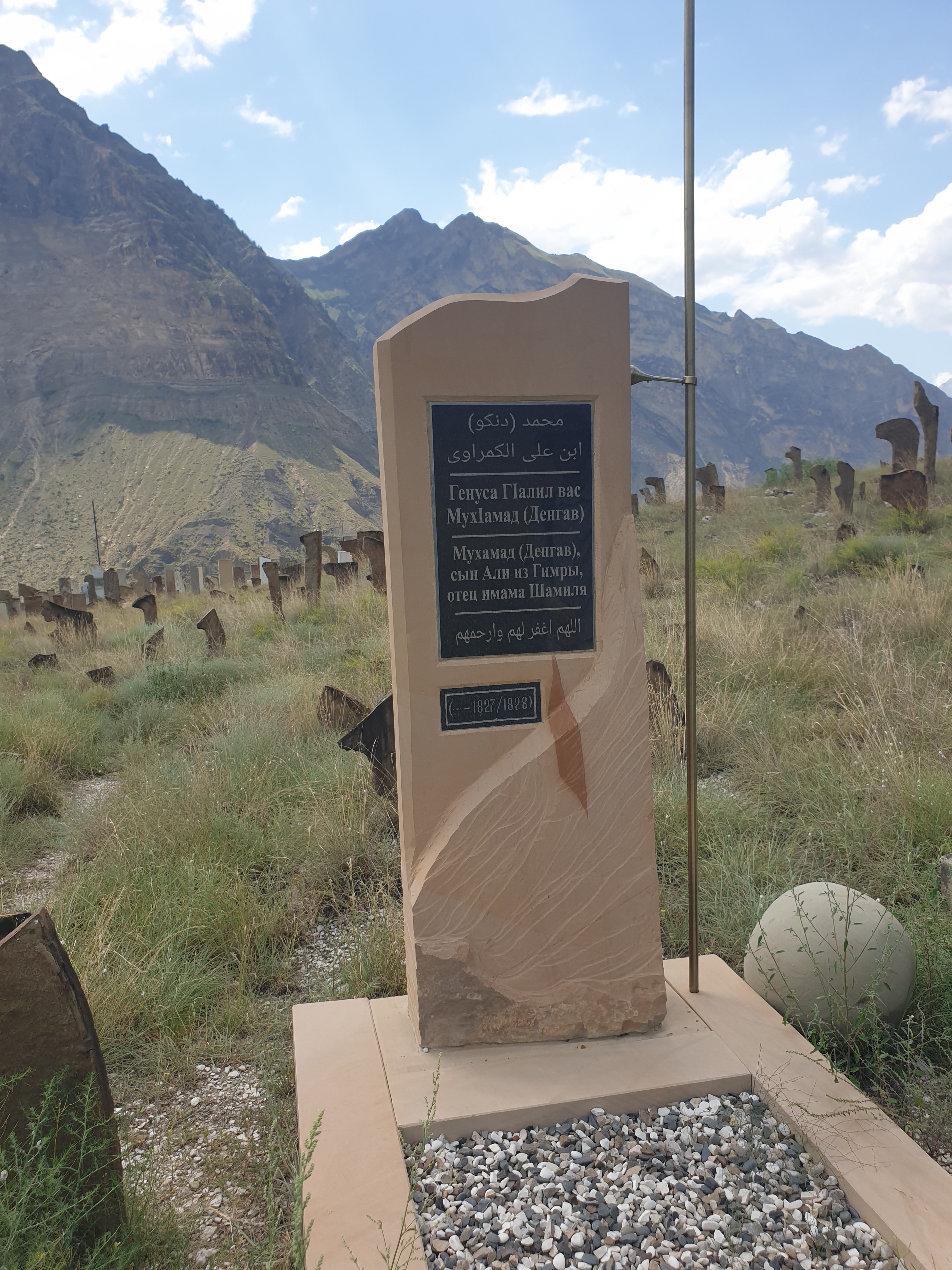
Могила Денгав-Мухаммада в Гимрах

Денгав-Магомед, умерший в 1828 году, принадлежал к старинному и известному гимринскому роду Мадайилал (или Мадабилял). Родоначальник Мадайилал — кузнец Мадай, он также был одним из тех, кто основал Гимры. Родственником Шамиля был также его будущий друг и наставник Гази-Мухаммад, чья мать тоже была из Мадайилал. Отца Денгав-Магомеда звали Али.
Ряд источников указывает на аварское происхождение Шамиля.
По словам Вердеревского, Шамиль однажды сам назвал себя «простым татарином». В различных дореволюционных источниках кумыки были известны под именем «татар».
Пятым предком Шамиля, согласно некоторым источникам периода жизни Шамиля, был «Кумык Амир-Хан», который был «человек очень известный на Кавказе»'. Ряд современных источников трактует первую часть имени Амир-Хана как указание на его кумыкское происхождение. По мнению профессора Доного, под словом «Кумык» имелось ввиду, что Амир-Хан был родом из Кумуха, известного в дореволюционных русских источниках как «Кази-Кумук» и «Кази-Кумык». Эти данные коррелируют также с тем, что биограф имама Абдурахман Кази-Кумухский писал, что дедом в пятом колене Шамиля был Али из Кази-Кумуха, и Гаджи-Али Чохский, сподвижник имама, вспоминал, что тот был родственником кази-кумухских ханов по материнской линии.
Мать Шамиля была родом из аварского села Ашильта, её отцом был Пирбудах-бек. По словам Абдулатипова, предки матери Шамиля носили кумыкскую фамилию Манташилал. Похоронена на кладбище чеченского села Элистанжи.

### Имам Шамиль в детстве
Родился в аварском селении Гимры хиндалальского общества (ныне Унцукульский район Дагестана) 26 июня (7 июля) 1797 года, по мусульманскому календарю первого числа месяца мухаррам, то есть в первый день Нового года. По российскому исчислению он родился в 1798 году.
Ребёнка сначала назвали Али, однако он сильно заболел, и, согласно местному обычаю ему дали новое имя — Шамиль. Шамиль перестал болеть, стал физически здоровым и крепким мальчиком. Усердно обучался в местной школе.
С детства отличался резвостью и живостью характера.

…был шаловлив, но ни одна шалость его не была направлена кому-нибудь во вред. Гимринские старики рассказывают, что Шамиль в молодости отличался от товарищей угрюмою наружностью, непреклонной волею, любознательностью, гордостью и властолюбивым нравом.
— М. Н. Чичагова «Шамиль на Кавказе и в России», 1898
Во всякую погоду летом и зимой ходил с босыми ногами и с открытой грудью. Страстно любил гимнастику, был необыкновенно силён и отважен, никто не мог догнать его или побороть. Пристрастился и к фехтованию кинжалом и шашкой.

### Становление
С самого детства Шамиль дружил со своим соседом Гази-Мухаммадом, который был старше него. Предполагается, что Шамиль и Гази-Мухаммад были не только друзьями и соседями, но и родственниками. Вместе с Гази-Мухаммадом начал получать исламское образование у различных дагестанских алимов. Их обучал дедушка Гази-Мухаммада Исмаил. Они поступили в медресе в Унцукуле, затем учились у Мухаммада-хаджи в Ирганае, Лачинилава в Хунзахе, Хаджиява в Орота, Саида в Аракани и других учёных. Он изучал арабский язык, астрономию, математику, риторику, логику, фикх, тафсир, акыду, сиру, историю, арабо-мусульманскую культуру. По словам Казем-Бека, Шамиль, помимо родного аварского языка, владел арабским, турецким, чеченским, а также некоторыми языками народов Дагестана, в частности кумыкским и лакским. На арабском и аварском Шамиль писал стихотворения, он обладал поэтическим талантом.
Под влиянием Гази-Мухаммада вступил в накшбандийский тарикат и стал мюридом шейха Джамалуддина Кази-Кумухского и мюридом самого Гази-Мухаммада.

### Движение Гази-Мухаммада
Со временем наставник Шамиля Гази-Мухаммад начал осознавать необходимость начала военного джихада. Многие не поддержали его идею. Среди таких были шейх Джамалуддин, а также и Шамиль, который безуспешно пытался отговорить его. Гази-Мухаммад видел необходимость в джихаде из-за продолжающейся и плохо влияющей на горцев русской экспансии на Кавказ, а также из-за гнёта и произвола местных феодалов и членов духовенства, которое было ангажировано русским наместничеством. Идеологической основой для борьбы с этим мог стать только ислам вместе со своей законодательной базой — шариатом. Тарикатское учение противоречило джихадистскому настрою, поэтому Гази-Мухаммад и Шамиль отказались от него. На совещании дагестанского духовенства, которое прошло в конце 1828 года в Яраге, был объявлен джихад против России. Шейх Мухаммад ал-Яраги объявил Гази-Мухаммада имамом Дагестана.
Новоизбранный имам и его сподвижник Шамиль начали активные боевые действия против имперских сил. Тактика Гази-Мухаммада заключалась в быстрых переходах его отрядов и резких рейдах на медлительные русские войска.
В начале 1830 года Гази-Мухаммад, имея при себе значительные силы и поддержку, решает захватить Аварское ханство, чьей столицей был город Хунзах. 24 февраля 1830 года начался штурм Хунзаха. Войско было разделено на две группы: одной руководил сам имам, другой — Гамзат-бек и Шамиль. Второй отряд атаковал город со стороны кладбища Грандини и сумел прорваться внутрь. Первый отряд не сумел скоординироваться и из-за беспорядка вынужден был отступить. Группа Шамиля и Гамзат-бека оказалась в окружении, они закрепились внутри домов и начали отстреливаться от хунзахцев. С наступлением темноты огонь прекратился и отряд попытался выбраться, но был пойман и был близок к казни, однако, благодаря заступничеству местных уважаемых людей, Шамиль и Гамзат-бек были отпущены.
Вскоре имам Гази-Мухаммад выстроил укрепление Агач-Кала. В ноябре 1831 года русские войска предпринимают попытки взять укрепление. 24 ноября отряд Коханова двинулся к Агач-Кале, однако в этот раз русские были вынуждены отступить в ходе боя. 30 ноября на укрепление двинулся отряд Миклашевского. Агач-Калу обороняли Шамиль, Гамзат-бек и Саид Игалинский. После кровопролитного сражения русские и на этот раз отступили. Поняв, что дальнейшее удержание Агач-Калы приведёт к ещё большим потерям, горские войска ночью ушли и оставили её. Утром Агач-Калу заняли имперские войска.
В октябре 1832 года имам Гази-Мухаммад вместе со своими ближайшими последователями, среди которых был Шамиль, после сражения оказались в окружении в гимринской крепости. Имам вышел из крепости и погиб в бою. За ним вышли и остальные. Шамиль зарубил четырёх русских солдат, получил в грудь сквозное штыковое ранение, но смог прорваться, он прошёл длинное расстояние и упал, начав истекать кровью. Решив, что он умер, имперские солдаты не стали его добивать. Только Шамиль и другой сподвижник имама Мухаммад-Али смогли в этот день вырваться из крепости живыми.

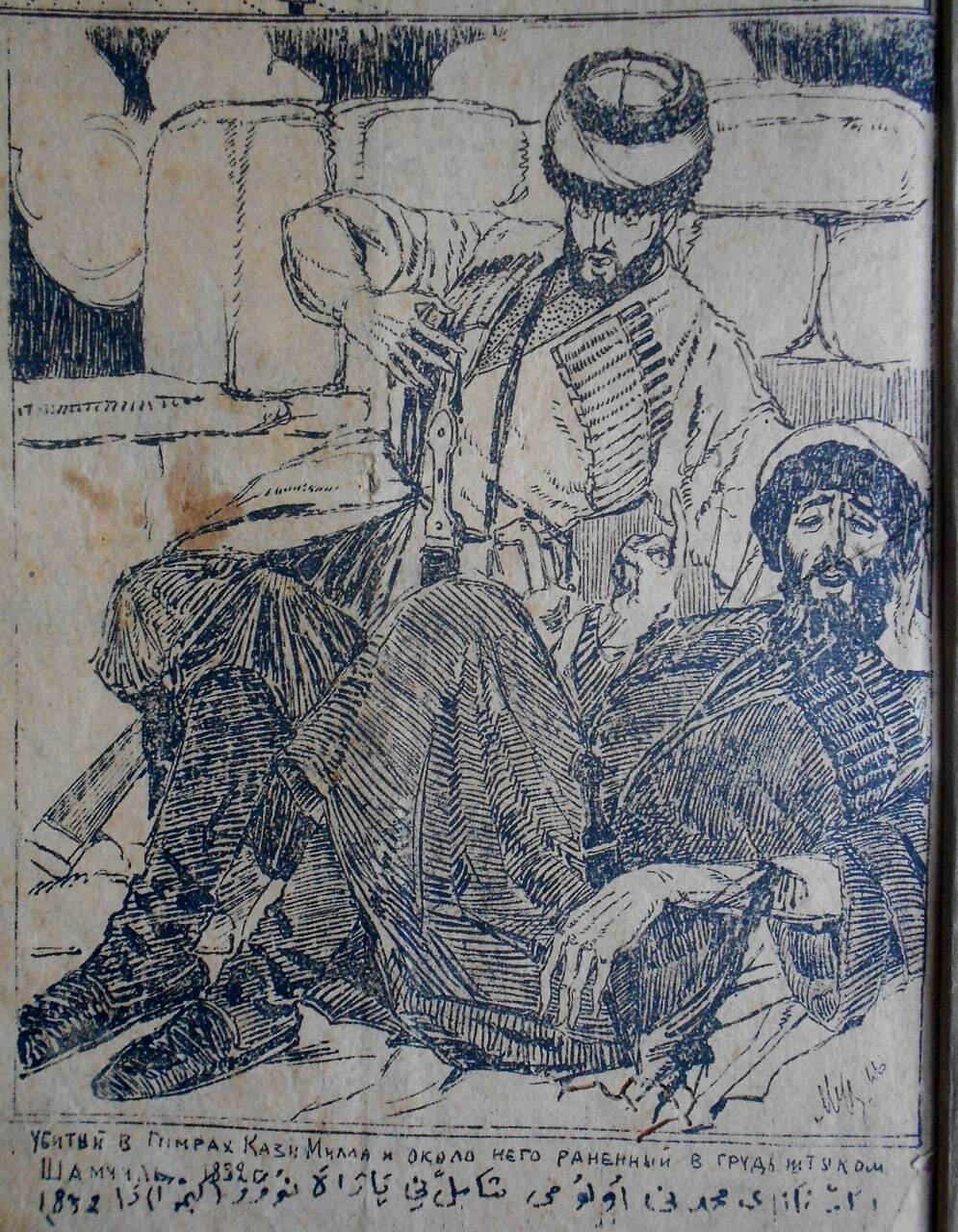
Шамиль и умирающий Гази-Мухаммад на картине Мусаясула «Убитый в Гимрах Кази-Мулла…»

### Движение Гамзат-бека
В то время как Шамиль лечился от ранений, встала необходимость в избрании нового лидера джихада. Шейх ал-Яраги созвал съезд духовенства Дагестана и народное собрание. В январе 1833 года было решено избрать имамом Гамзат-бека. Шамиль был вторым главным претендентом на этот титул, но избрали Гамзат-бека, имевшего больше сторонников.
Оправившись, Шамиль присоединился к имаму Гамзат-беку. В августе 1834 года Гамзат-бек устраивает военный поход для захвата Хунзаха, который оставался последним непокорным имаму аулом в Аварии. В качестве аманата правительница Аварского ханства ханша Баху-бике отправила имаму своего сына Булача, которого потом увезли. Вскоре сыновья ханши Уммахан и Нуцал явились в лагерь для переговоров. 13 августа в лагере начался конфликт между сторонами. Ссора переросла в резню. Братья-ханы и их сопровождение были убиты. Вскоре имам захватил Хунзах и обосновался в нём. Через месяц, 19 сентября, Гамзат-бека убили кровники-хунзахцы в мечети на пятничной молитве. Как писал ал-Карахи, Гамзат-бек ещё при жизни выбрал Шамиля своим преемником.

### Имамство

#### Избрание
В сентябре 1834 года советом алимов был избран имамом Шамиль, который обладал большой популярностью. В отличие от предыдущего имама, процесс избрания проходил без конфликтов, так как бекское сословие в основном отошло от освободительного движения.

#### Борьба с аварскими ханами
После убийства Гамзат-бека на политическую арену вернулось ранее поражённое сословие аварских ханов. Булач-хан, малолетний сын убитой Баху-Бике, был дан аманатом и перевезён по приказу Гамзат-бека ещё до истребления ханов и взятия Хунзаха. Он всё ещё оставался живых, в плену у имама в Гоцатле, и представлял угрозу из-за сторонников ханов, желавших возродить ханскую власть. Вокруг сторонников аварских ханов сколачивались и другие противники Имамата. Хунзахцы пытались вызволить Булача. Шамиль перевёз его в Унцукуль. Из-за угрозы возрождения ханской антиимамской силы Булач был убит.

#### В Дагестане

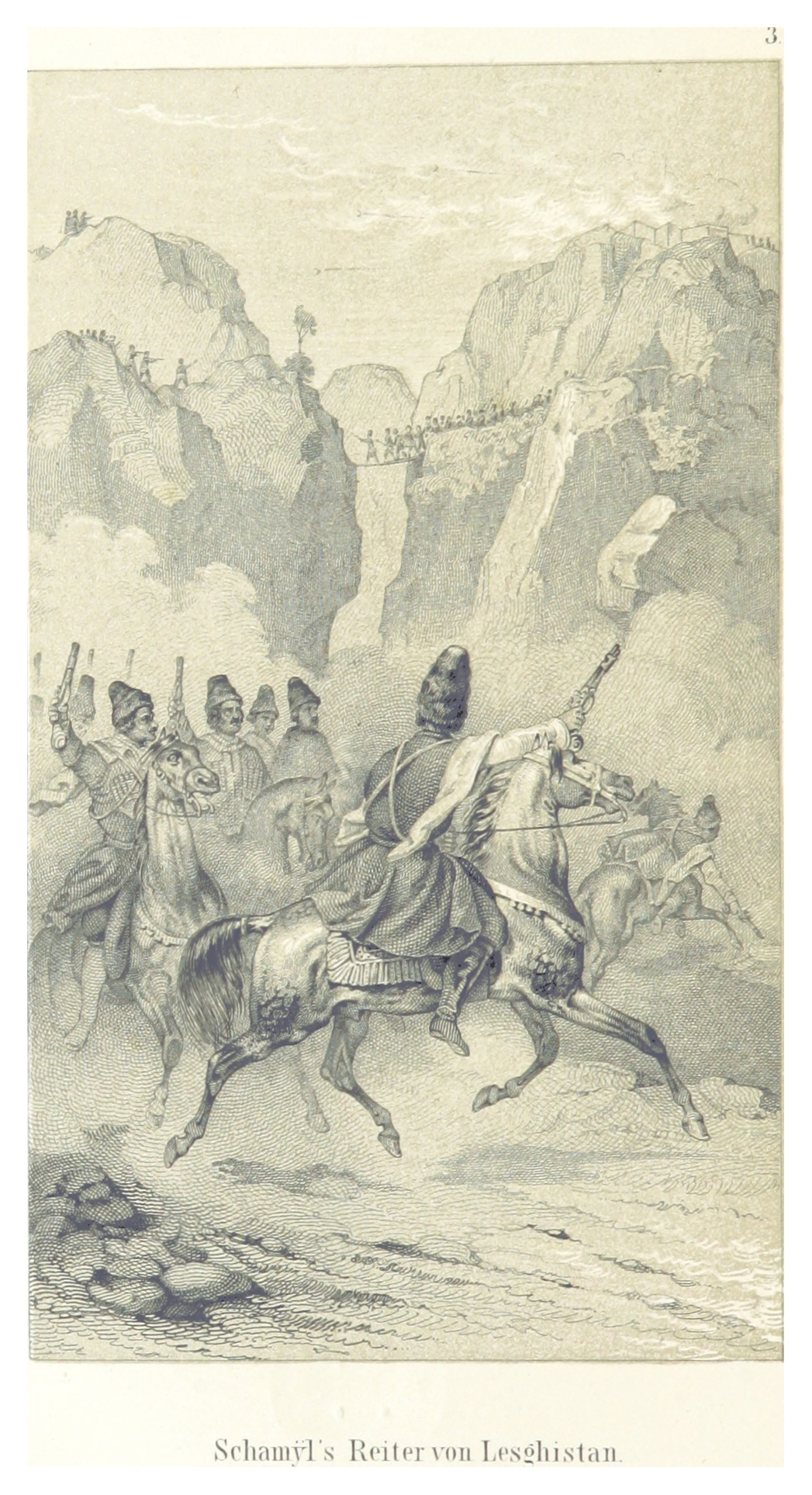
Всадники Шамиля из Дагестана (Schamyls Reiter von Leghistan). Иллюстрация к книге Фридриха Боденштедта. 1848 год

В начале сентября 1834 года отряды генерала Ланского прибыли в Гимры. Они заняли и разорили село. Вскоре появились войска Шамиля и нанесли отряду Ланского крупное поражение, генерал отступил в Темир-Хан-Шуру. Это было первой победой Шамиля в качестве лидера, что сделало его ещё более популярным среди горцев. В ответ русские под командованием фон Клюгенау вторглись в Аварию и, разоряя сёла, дошли до Гоцатля. Царское командование делало ставку на местных феодалов, оно поставило в Аварии ханом Магомед-Мирза-хана Кази-Кумухского. Далее было покорено Койсубулинское общество, которое отдали под руководство шамхалу. Гумбет отошёл к Аслан-хану Кази-Кумухскому. Шамиль тем временем готовил большое наступление.
В марте 1835 года койсубулинцы совершили нападение на Гимры с целью убийства Шамиля, однако он был спасён вмешательством шамхала Сулеймана, который заплатил за него выкуп и запретил койсубулинцам посягать на его жизнь.
С 1835 года по 1837 год резиденция Шамиля находилась в Ашильте. В Тилитле в 1835 году местный Кибит-Мухаммад начал активно агитировать население к восстанию и присоединению к Шамилю, село стало новым очагом освободительного движения.
Тем временем имам Чечни Ташев-Хаджи вёл активную антироссийскую деятельность в Чечне. Он также поддерживал связи с Шамилем, называя его «предводителем мусульманской нации», признавая верховенство Шамиля и требуя военную поддержку. В 1836 году Ташев-Хаджи и Кибит-Мухаммад присоединились к имаму Шамилю. Ташев-Хаджи с отрядом соединился с Шамилем в Чиркате; целью было взятие Койсубулы. Игали было взято без боя. Взяв Орота, Шамиль вернулся в Ашильту. Ташев-Хаджи двинулся в Чечню, но по дороге его остановили андийцы и отказались пропускать. С помощью угроз он через них прошёл. Вскоре летом андийские общества были присоединены Шамилем к Имамату. 7 апреля Ташев-Хаджи вышел на Кумыкскую плоскость и захватил Аксай. Походу на Эндирей помешало появление войска генерала Пулло.
В июне Шамиль взял Харадерик и двинулся на Хунзах. В июле в Аварию двинулся генерал Реут. Влияние Шамиля росло, но русские не могли предпринимать решительные действия. Шамиль взял Унцукуль, Койсубула была присоединена. Далее он вернул Гоцатль. Так он чуть не окружил Аварское ханство, но в конце июля — начале августа подоспел генерал Реут и помешал планам. Из-за угрозы, которую представлял Шамиль, царские войска вошли в Аварию и установили гарнизон в Хунзахе. Русские решили идти на основные пункты горского сопротивления — укрепления Шамиля Ашильта и аул Кибит-Мухаммада Телетль. В 1837 году полковник Ивелич попробовал взять Ашильту, но его отряд был разбит, а сам он — убит.

#### В Чечне

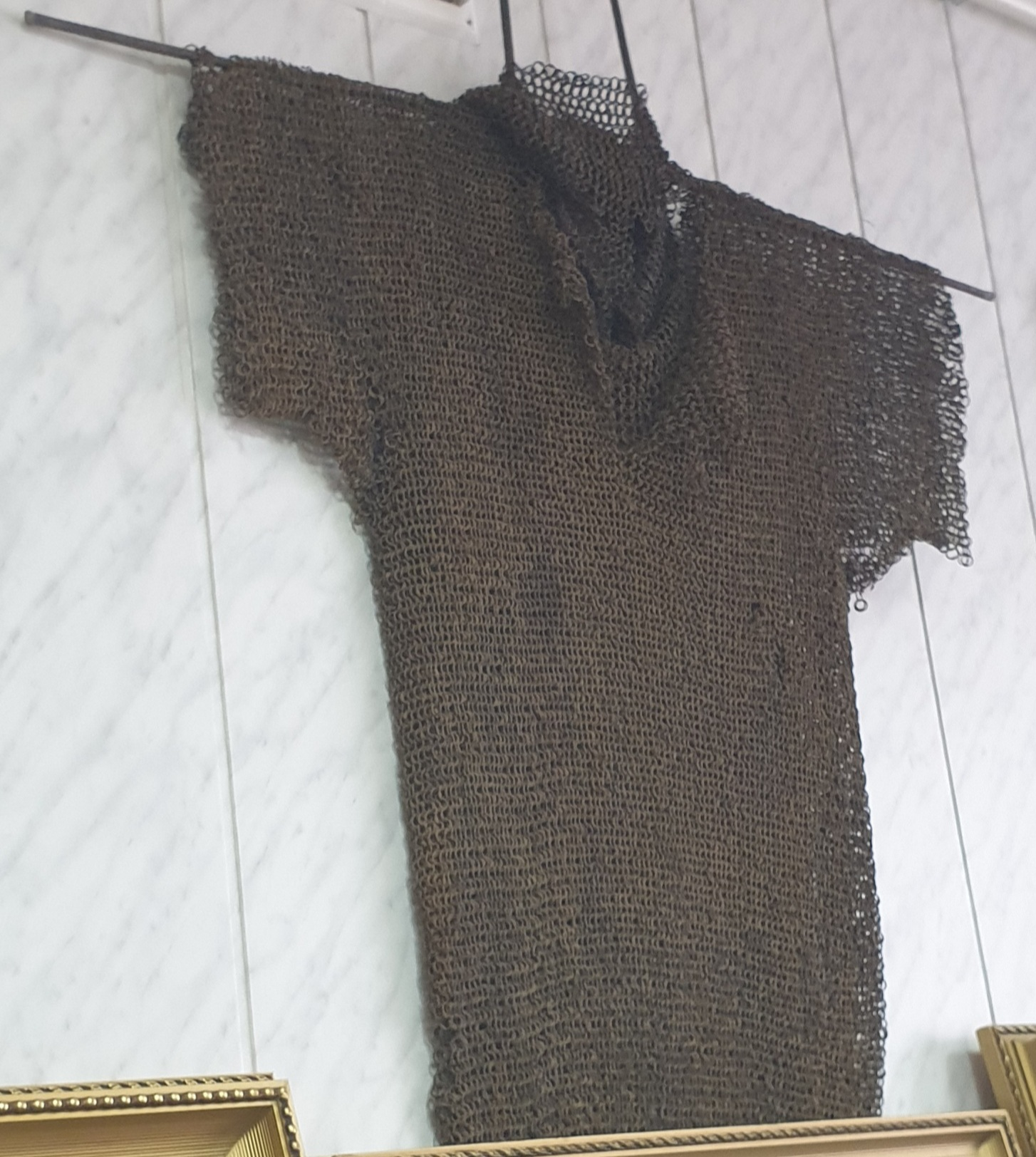
Кольчуга Шамиля. Гимринский историко-краеведческий музей

В феврале 1837 года, по приглашению чеченских предводителей Ташев-Хаджи, Уди-муллы, Домбая, Умахана и Оздемира, имам Шамиль с отрядом дагестанцев прибыл в Чечню. Однако их объединённые войска были разбиты генералом Фези на реке Хулхулау у селения Автуры.
В апреле 1837 года было заключено тайное соглашение между Шамилем и Ташев-Хаджи о согласованных действиях против имперских войск в Чечне и Дагестане. Так, весной 1837 года Ташев-Хаджи совершал беспрерывные набеги на Кавказскую линию в целях отвлечь имперские силы от Дагестана. В конце августа 1837 года Шамиль потерял контроль над обществами Андийским, Гумбетовским и Койсубулинским, после чего в сентябре Имам прибыл в Беной.

#### Походы Фези в Нагорный Дагестан
7 мая 1837 года генерал Фези вышел из Темир-Хан-Шуры и начал поход в Имамат. Вступив в незначительное боестолкновение у Гоцатля, они закрепились в Хунзахе и к началу июня выстроили там укрепление. Далее они двинулись на Ашильту. Аул был ими взят и сожжён после упорного сражения 9 июня. Тем временем имам, Ташев-Хаджи и Кибит-Мухаммад находились в Телетле. Фези выставил против Шамиля заслон под командованием Бучкиева. Имам начал теснить силы Бучкиева во время ашильтинской операции, из-за чего Фези был вынужден перебросить силы на Телетль; в начале июля все его силы были уже там для решающего боя. Аул был хорошо укреплён, к имаму стекались новые ополчения. Фези попытался идти на штурм: 4 и 5 июля войска произвели атаки, но, взяв половину аула, не сумели продвинуться дальше. Фези заключил перемирие и отступил.
26—27 августа Фези атаковал имаматавские сёла Орота и Хараки. Он также подчинил Койсубулу шамхалу.

По случаю приезда императора Николая I на Кавказ русскому командованию в лице генерала Клюгерау был дан приказ: попытаться привести Шамиля к императору с просьбой о помиловании. Клюгенау встретился с Шамилем, но успеха в этом деле не добился. Тем временем влияние Шамиля распространялось и усиливалось в Нагорном Дагестане и за его пределами. В Ширване и Южном Дагестане вспыхнуло крупное Кубинское восстание, лидеры которого, добившись успехов, сразу начали писать Шамилю с просьбой о руководстве; однако восстание было подавлено.

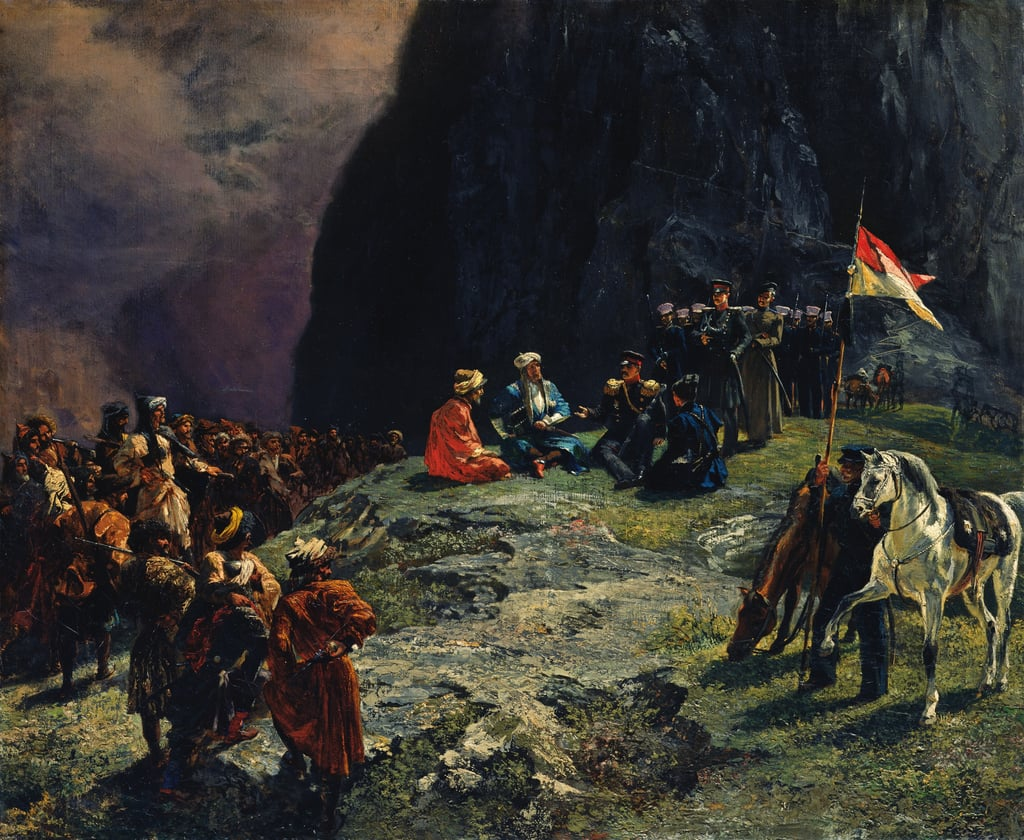
«Свидание генерала Клюги-фон-Клюгенау с Шамилем в 1837 году». Картина Гагарина, 1849 г.

В июле 1838 году Фези снова приехал в Аварию. Он двинулся к Карате, это же сделал и Шамиль. Фези боялся повторения телетлинского сценария, поэтому бездейстовал до 6 августа. Тогда горцы его атаковали, но он отбил набег. Часть отряда была послана взять Энхело, что она и сделала, отбросив защитников аула, но не смогла дальше удерживать позицию и отступила. Встретив такое сопротивление, Фези передумал проникать в Нагорный Дагестан и 8—9 августа вёл переговоры с Шамилем. На следующий день имам ушёл в Ахульго, 11 августа Фези отступил в Хунзах. Неудачи Фези делали Шамиля всё популярнее среди горцев.

#### Ликвидация Имамата
В начале 1839 года прошли мелкие стычки между сторонами в Чечне и Дагестане. Вскоре русские решили нанести решающий удар по Шамилю. Первым делом они покорили Ичкерию. Ташев-Хаджи был разбит, а ичкерийцы покорены. Обезопасив силы с севера, они двинулись на крепость Ахульго, которая находилась в труднодоступной горной местности.
В мае 1839 года войска Шамиля были разбиты в Аргвани и вынуждены отступить в Ахульго. Летом 1839 года отряды Шамиля были окружены крупными русскими войсками под руководством генерала Граббе в Ахульго. Битва стала переломной в истории Кавказской войны. Войска Шамиля и Граббе несли крупные потери. Во время переговоров Шамиль выдал своего сына Джамалуддина русским. Осада длилась с 12 июня по 22 августа. Выйти из окружения сумели только примерно два десятка человек во главе с раненным Шамилем. При штурме погибла его жена Джавгарат и грудной сын Саид; сестра Шамиля покончила с собой, бросившись в ущелье.
Имам с ближайшими соратниками ушёл в Чечню. Царские войска считали это своей полной победой и безвозвратным уничтожением Шамиля как военно-политического лидера. Граббе назначил награду за его голову в сто червонцев, хотя, по его мнению, она не стоила и их. К тому же в заложниках у русских в Петербурге всё ещё оставался сын Шамиля Джамалуддин.

### Возвращение к имамству

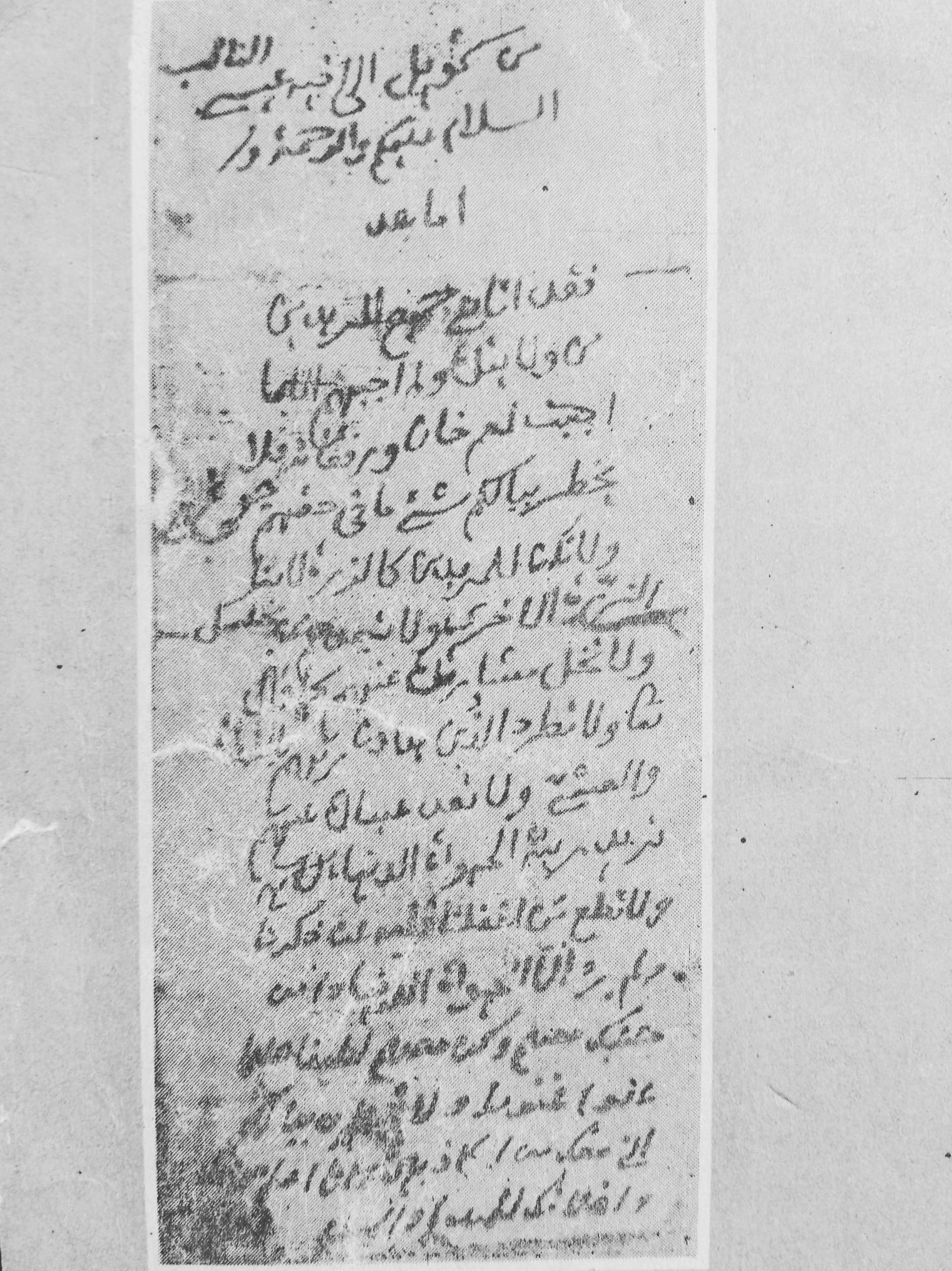
Письмо имама Шамиля чеченскому военачальнику Исе

#### Избрание
Шамиль прибыл в Беной. Там он встречался с Джаватханом Даргоевским и Шоип-Муллой. 30 января 1840 года Шамиль поселился и устроил резиденцию в чеченском ауле Дарго, расположенном в горно-лесистой местности близ границы между современными Чечнёй и Дагестаном.
В течение 1839 года Шамиль предпринимал попытки привлечь на свою сторону Ису Гендаргеноевского, являвшегося на тот момент крупнейшим военачальником в Чечне и Дагестане. Для переговоров с Исой в Урус-Мартан были направлены Шоип-Мулла, Ташев-Хаджи, Батуко Шатоевский, Джаватхан Даргоевский и Ахбердил Мухаммед. После этого была достигнута договоренность, что в Урус-Мартане пройдет съезд чеченских военачальников и алимов, куда будет приглашён и Шамиль.
Весной среди чеченцев разнеслась весть, что русские планируют их разоружить и превратить в крепостных, что вкупе с религиозной агитацией мулл вызвало у них протест.
7 марта 1840 года Шамиль прибыл в Урус-Мартан. На следующий день Иса Гендаргеноевский от имени собравшихся чеченцев обратился к нему с предложением возглавить борьбу чеченского народа, обещая повиноваться в совместной борьбе как единственному военному и духовному лидеру. После согласия Шамиля он был провозглашён имамом Чечни и Дагестана.

#### Восстание в Чечне

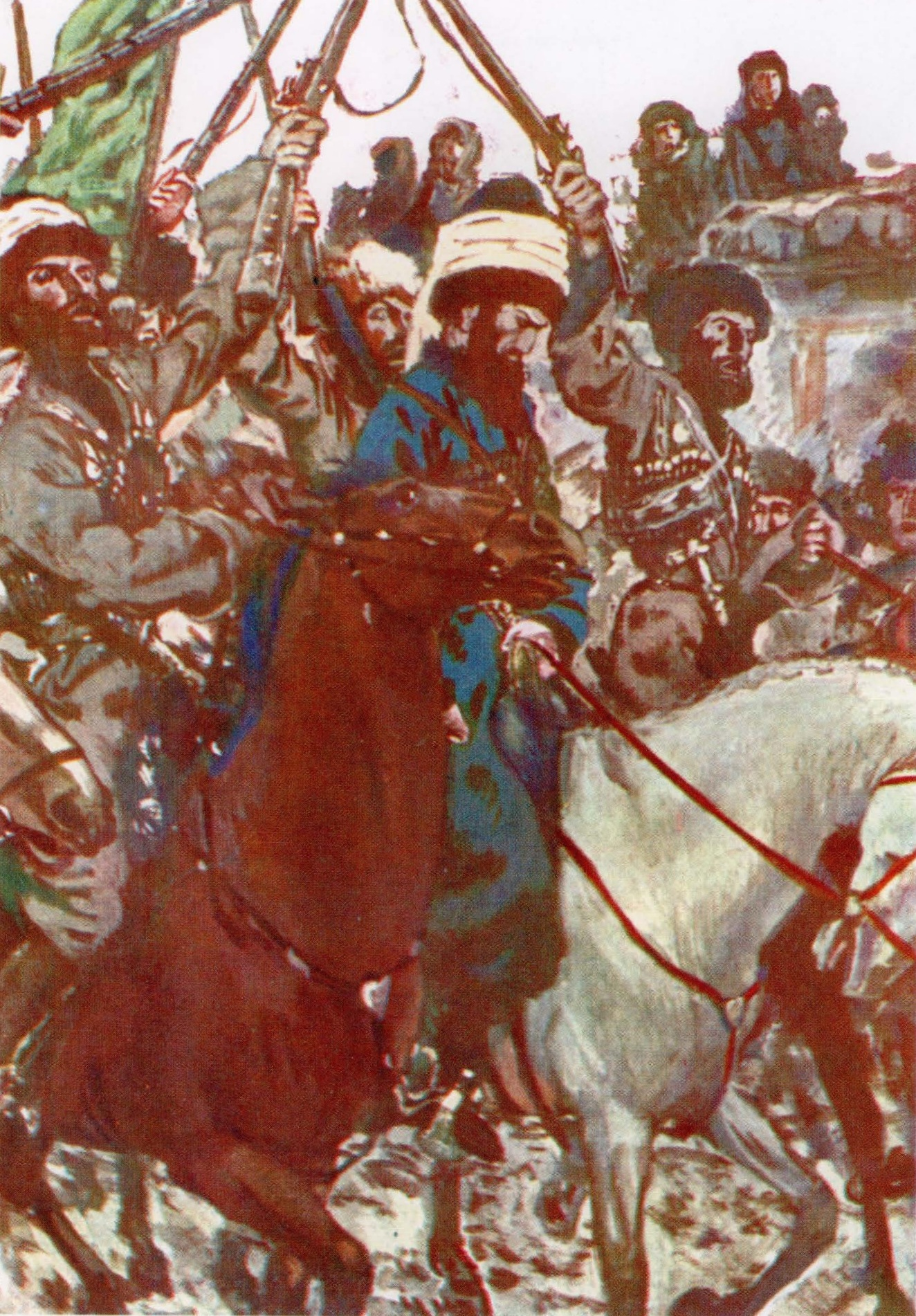
Шамиль въезжает в Ведено. Лансере, 1913 г.

14 марта арьергард Шамиля столкнулся с отрядами генерала Пулло у Алхан-юрта. Шамиль прошёл в Большую Чечню, 27 марта появился у Грозной крепости и сжёг деревню неподалёку. Далее он вернулся в Большую Чечню, в то время как его военачальник Ахбердил-Мухаммад орудовал в Малой. В конце марта в войсках имама помимо чеченцев фиксировались и дагестанцы, в Дарго массово стекались мухаджиры. 5 апреля русские остановили наступление Шамиля на Ингушетию, но при этом ему уже были подконтрольны Большая и Малая Чечня. Восставших подбодрила новость, что русские терпят поражение на Западном Кавказе в войне с адыгами, которые захватили приморские крепости. Далее в середине апреля к восстанию присоединились ауховцы и кичкалыковцы, переселившиеся в горы. Почти вся Чечня была освобождена, в Ингушетии шли волнения.
Столица Шамиля Дарго находилась на чечено-дагестанской торговой дороге. Шамиль начал экономическое давление на подчинившиеся русским общества Нагорного Дагестана, питавшиеся хлебом из Чечни. Он заблокировал продовольственные отношения. Таким образом Шамиль ответил царскому командованию их собственным оружием. В глазах России имамат не являлся легитимным образованием, а Шамиль считался бунтовщиком и смутьяном.
24 мая Ахбердил-Мухаммад нанёс русским поражение при Ахчи-Юрте, после чего те отступили в Назрань; наиб увлёк за собой значительное число ингушей.

#### Имперские экспедиции в Чечню
Летом командование снова начало проводить походы против восставших. Русские войска жгли аулы, уничтожали посевы и население. В конце июня это прошло вдоль Сунжи. В первой половине июля генерал Галафеев провёл карательную экспедицию по Малой Чечне. 11 июля прошло известное сражение на реке Валерик, в ходе которого некоторые экспедиционные отряды попали в засаду и были вынуждены через кровопролитные бои освобождаться. Но подобные походы не дали нужного результата. Отряды Шамиля и Ташев-Хаджи захватили селение Зубутли в Салатавии, после чего это общество стало частью Имамата. В таких условиях открытой для вторжения становилась Кумыкская плоскость.

#### Восстание в Дагестане

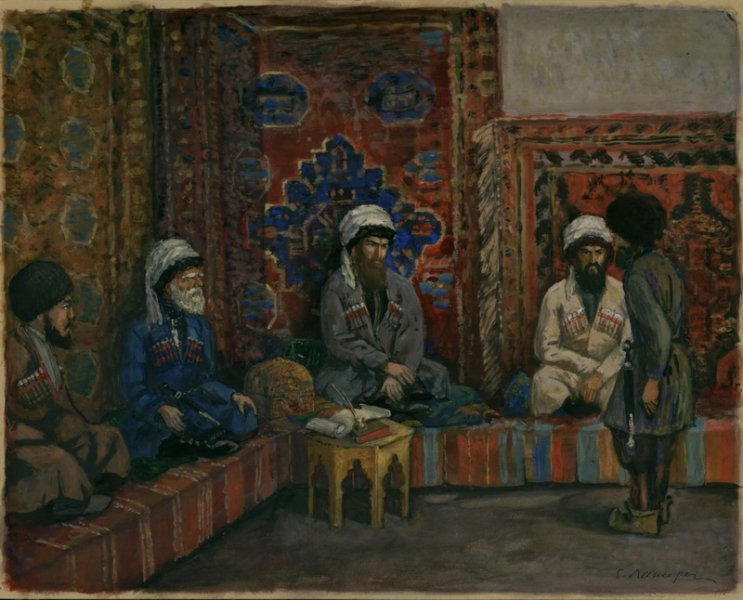
Суд Шамиля. Лансере, 1913 г.

Русские начали терпеть ряд поражений в Дагестане. В состав Имамата вошли общества Анди и Технуцал, в Шамхальстве начались волнения. 7 июля имам вошёл в шамхальские земли и вступил в бой 10 июля с генералом Клюгенау у Ишкарты; во время боя на сторону Шамиля перешли жители Ишкарты и Караная. На следующий день он обошёл силы Клюгенау и взял Эрпели и Каранай. Однако дальнейшего продвижения не состоялось. В августе к восстанию присоединились общества вдоль Андийского койсу. 2—8 августа он пытался пойти на Хунзах, но вернулся, не вступив в бой. В конце августа Шамиль занял Султан-янги-юрт, Чир-юрт и Чонт-аул. Это было отвлекающим манёвром: заманив туда русских, Шамиль перешёл в горы и 8—9 сентября взял Гимры и Унцукуль. Собрав силы, русские 14 сентября разбили силы Шамиля у Гимры.
27 сентября генерал Галафеев начал поход на Большую Чечню. Воспользовавшись этим, Ахбердил-Мухаммад через два дня перешёл Сунжу и атаковал Моздок и станицу Луковскую, попытался поднять на восстание Кабарду, но был отбит. Галофеев разорял чеченские аулы до 18 октября, но к результатам это не привело. В ноябре карательные походы продолжились, что привело только к ожесточению чеченцев.

#### Переход Хаджи-Мурата
1 ноября влиятельный правитель Аварского ханства, который ранее участвовал в убийстве имама Гамзат-бека, в результате феодальной междоусобицы был арестован в Хунзахе. Хаджи-Мурат сумел сбежать и начал переговоры с Шамилем. К Шамилю также вернулся наиб Кибит-Мухаммад, ранее покорившийся русским. Имам назначил Хаджи-Мурата наибом селения Тлох, которое не подчинялось ни Имамату, ни Империи. Тлохцы, а затем и другие окрестные хиндалалские селения, а также село Цельмес добровольно подчинились. В 1841 году в битве при Цельмесе войска во главе с Хаджи-Муратом и Шамилем нанесли поражение имперским войскам.
Имам принимал русских дезертиров в своё государство и составлял из них воинские подразделения.

#### Расширение влияния

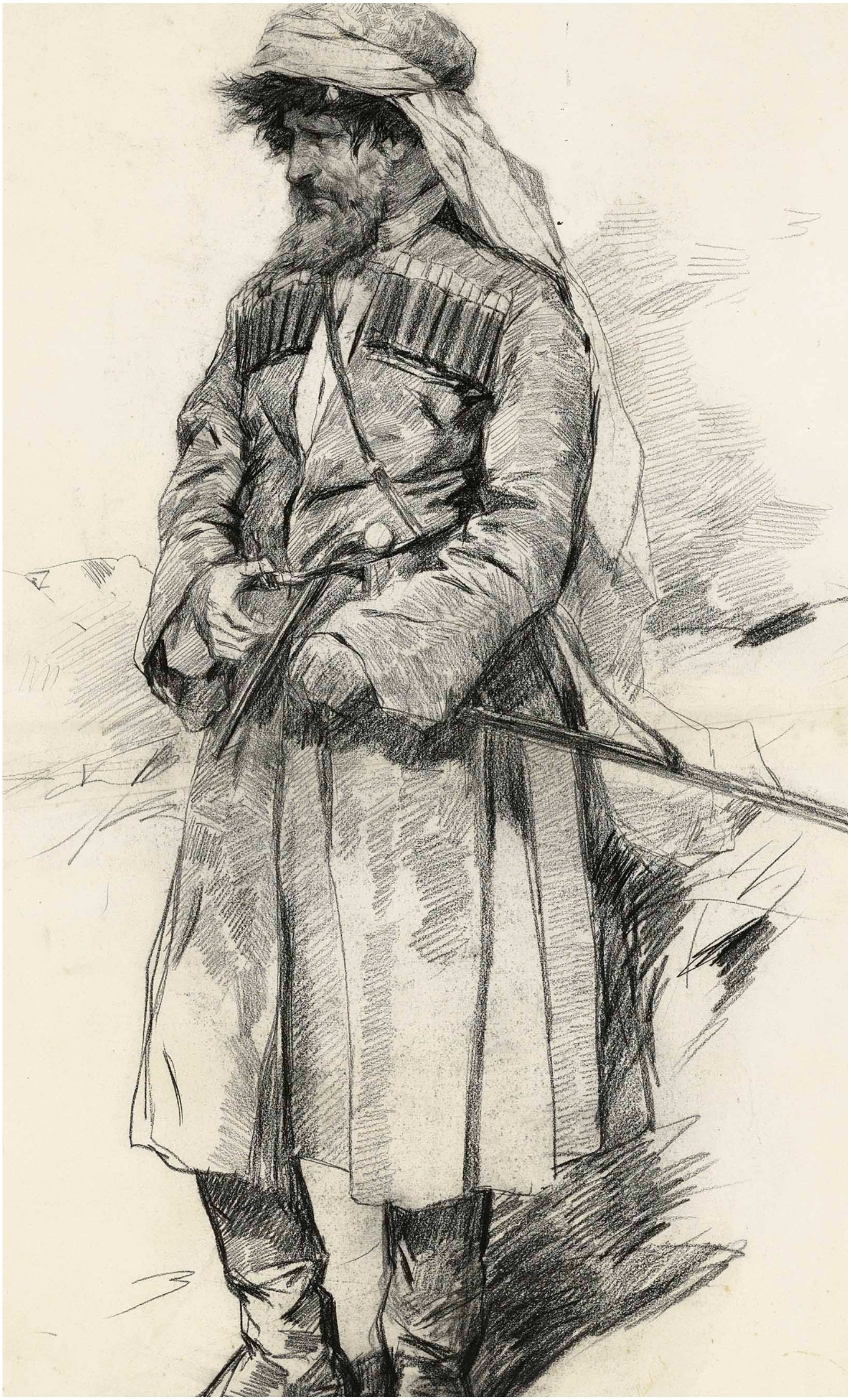
Этюд Шамиля за авторством Франца Рубо

В феврале 1841 года дагестанские общества в верховьях Андийского и Аварского койсу начали переходить к Шамилю. 8 марта имам взял Чир-юрт, 6 апреля бои шли у аула Яндаре рядом с Назранью; Шамилю пришлось отступить в Чечню. 28 апреля Ахбердил провёл атаку на Александровское поселение в Кабарде и отступил с добычей, ему помогали и сами кабардинцы. Собрав все силы в Чечне и Дагестане, русские войска атаковали важный для Шамиля пункт — Чиркей; после сражения 15 мая аул был взят. До июня ряд сёл аварского плоскогорья отошли от Шамиля перешли к феодалу Ахмед-хану. 26 мая русские попытались пройти в Гумбет, но их встретили выстрелами. Хаджи-Мурату тем временем покорились Гидатль, Баклтуг; вступив в Аварию, он взял Тагада. В начале лета генерал Граббе пошёл на Аух, занял несколько аулов, но не удержался в них; летом шла борьба, в сентябре он отступил. К сентябрю имам восстанавливается в позициях. 26 сентября в Дарго Шамиль собрал крупный государственный съезд.
Новые карательные имперские экспедиции в Чечню начались в конце сентябре и шли до конца октября. В октябре отряд Кибит-Мухаммада пошёл на общество Андалал, сёла которого, кроме Чоха и Согратля, присоединились к Имамату. 11 ноября Шоип-Мулла атаковал Кизляр, но был отбит. В ноябре Шамиль сосредоточился на взятии Аварского ханства: его наиб Абакар-кади занял Унцукуль, Харачи, Моксох, Гимры; так имам разорвал прямые связи между Шамхальством и Аварией. Вскоре Клюгенау вернул Моксох. Успеху наступления войск Имамата на ханство помешал опоздавший наиб Кибит-Мухаммад, который должен был идти на другом направлении. Шамиль также взял стратегически важный аул Гергебиль. Аварское ханство оказалось окружено Шамилем. Русские двинули туда все свободные силы, чтобы удержать позицию. В декабре бои за Аварию продолжаются. В результате сильных атак север ханства был взят имамом. В январе 1842 года генерал Фези провёл поход в Андалал. В феврале-марте он взял Гергебиль, Салты, Чох, Согратль. 7 марта он вернулся в Хунзах, после чего Чох с Согратлем были возвращены отрядами имама. Параллельно с этим пристав Евдокимов провёл поход для взятия Унцукуля. 9 марта в Унцукуль вошёл отряд Фези.
Восстание начало распространяться на юг. Шамиль устремился на Кази-Кумухское ханство. 18 марта он взял Бухты, а в конце марта взял Кумух, подняв на восстание кази-кумухцев и местных беков. Ряд других дагестанских обществ уже были готовы восстать против России. 2 июня подошёл отряд Аргутинского-Долгорукого. Завязалось сражение у Кюлюли, где имам проиграл и отступил, отдав Кумух. Аргутинскому покорились андалальские аулы, кроме Гуниба. Одновременно с этим активные боевые действия шли в Чечне: 30 мая генерал Граббе двинулся в Ичкерию, итогом похода стало известное шестидневное Ичкеринское сражение, где крупные русские войска были разгромлены в лесных боях. Впечатлённый поражением, Граббе собрал массу войск и в конце июня двинулся в Аварию, взял Цатаних и сжёг село Игали.
В 1842 году Шамиль направил своё посольство на Северо-Западный Кавказ для организации освободительной борьбы адыгов против России. В конце года Шамиль созвал крупный съезд в Дарго. К началу 1843 года его государство уже имело постоянную армию, казну, органы управления.

### Череда побед

#### Победа в Аварии

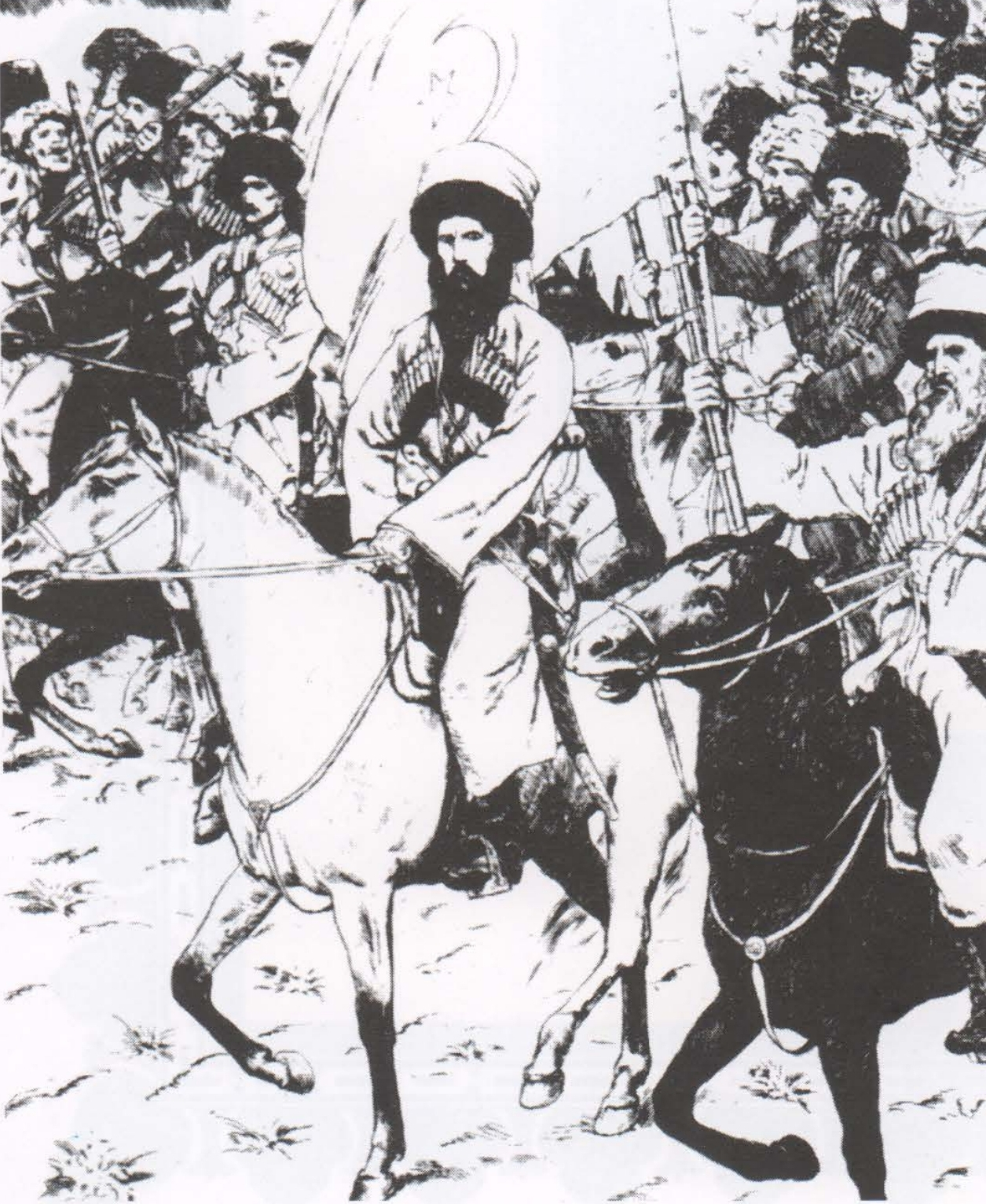
Шамиль с мюридами. Мусаясул

В 1843 году начались крупные общенародные восстания против правителей в Аварском и Мехтулинском ханствах и Шамхальстве. Шамиль проводил подготовку для наступления на Аварию до августа. Имам объявил об освобождении части рабов, что сделало его ещё более популярным в народе. Шамиль начал наступление, русские крепости в Аварии брались одна за другой: 27 августа началась блокада Унцукуля, русский батальон, который попытался прийти на помощь, был полностью уничтожен, защитники Унцукуля сдались 31 августа, в тот же день был взят Харачи. Отряд Зайцева попытался вернуть Харачи, но был отбит. Клюгенау отступил в Хунзах и ждал подкрепление. 3 сентября взято Балахани, 5 — Моксох, далее — Цатаних, 7 сентября сдался гарнизон в Ахальчи, 11 сентября взят Гоцатль. Экстренно был переброшен Самурский отряд Аргутинского-Долгорукого, который прибыл 13 сентября в Гоцатль, он заставил отряды Имамата отступить и соединился с Клюгенау в Хунзахе. До 27 сентября продолжалось маневрирование между сторонами. Они столкнулись в Тануси, в этом сражении русские потерпели поражение и отступили, Шамиль получил артиллерию. Клюгенау отступил из-за обстрела. Почти вся Авария была взята Шамилем меньше чем за месяц, он отнял у русских 6 укреплений, 12 артиллерийских орудий, 4000 зарядов и 250 тысяч патронов. У имперской армии выбыло: 1 генерал, 65 офицеров и 2000 солдат. По мнению профессора Покровского, «это было более чем поражение, это был полный разгром русских войск Северного Дагестана».

Шамиль активизировал свои войска в области Андалала, рядом с Кази-Кумухским ханством. Для защиты границ туда были отправлены имперские войска. Проведя таким образом обманный манёвр, имам вторгся на Кумыкскую плоскость. Проходу из Чечни на плоскость препятствовала крепость Внезапная; Шамиль пошёл на Эндирей, который примыкал к крепости, но был отбит местными феодалами при помощи русских сил. Предполагается, что сам поход на плоскость тоже был очередным диверсионным отвлекающим манёвром, причём успешным, так как Клюгенау ушёл из Аварии в Шамхальство, опасаясь, что имам атакует Темир-Хан-Шуру с плоскости. 

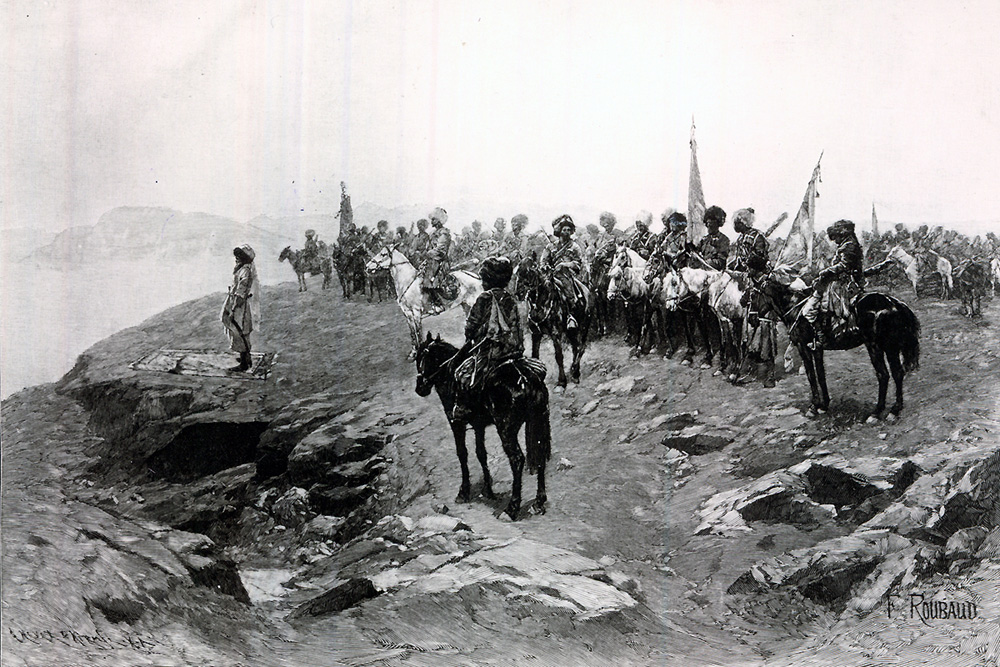
Молитва Шамиля перед боем.
В конном строю муртазеки.
Ф. Рубо, 1896 год

Воспользовавшись уходом Клюгенау, отряды наиба Кибит-Мухаммада 28 октября начали осаду Гергебиля. Гарнизон оказывал сопротивление несколько дней, 6 ноября к месту прибыл генерал Гурко, но не решился помогать осаждённым и ввязываться в сражение из-за невыгодного положения, которое могло привести к полному его разгрому, и вернулся. 8 ноября Гергебиль был взят войсками имама. Из-за падения Гергебиля Хунзах попал в критическое положение, командование приказало вывести силы из Аварии в Шамхальство. Но отряд генерала Пассека оказался отрезан, горные проходы заняты отрядами Шамиля.

#### Восстание в Кумыкии и Акуше
По прибытии Шамиля в Шамхальство 10 ноября там вспыхнуло восстание, которым через два дня были охвачены все шамхальские владения; жители массово вступали в армию Шамиля. Стояла угроза выхода имама к морскому берегу, что значило разрыв связи с Дербентом и Закавказьем, Темир-Хан-Шура была блокирована. Для охраны путей сообщения генерал Гурко вывел войска со всех сулакских укреплений и сформировал резерв в Кази-юрте. Вскоре восстание перекинулось на Мехтулу, Акуша-Дарго, Терекеме. Мехтулинские правители и шамхал бежали, имущество последнего Шамиль захватил и вывез в горы. 10 ноября акушинцы, цудахарцы и таркинцы осадили укрепление Низовое. По приказу имама из Тарков было эксгумировано тело Гази-Мухаммада и перезахоронено в Гимрах. 12 ноября Шамиль захватил Зубутли. 22-23 ноября у Миатли генерал Фрейтаг нанёс поражение отрядам имама, но это не остановило события. Через день восстал Чиркей. Шамиль назначил шамхалом Мухаммад-бека, брата нынешнего шамхала. Через месяц, 14 декабря, русские подтянули войска, сняли блокаду Темир-Хан-Шуры и победили силы имама у Казанище. Шамиль вернулся в горы.
С 27 августа по 22 декабря Шамиль снёс до основания 12 русских укреплений, а также нанёс имперским войскам крупные потери и заполучил массу трофейного вооружения.

#### 1844 год

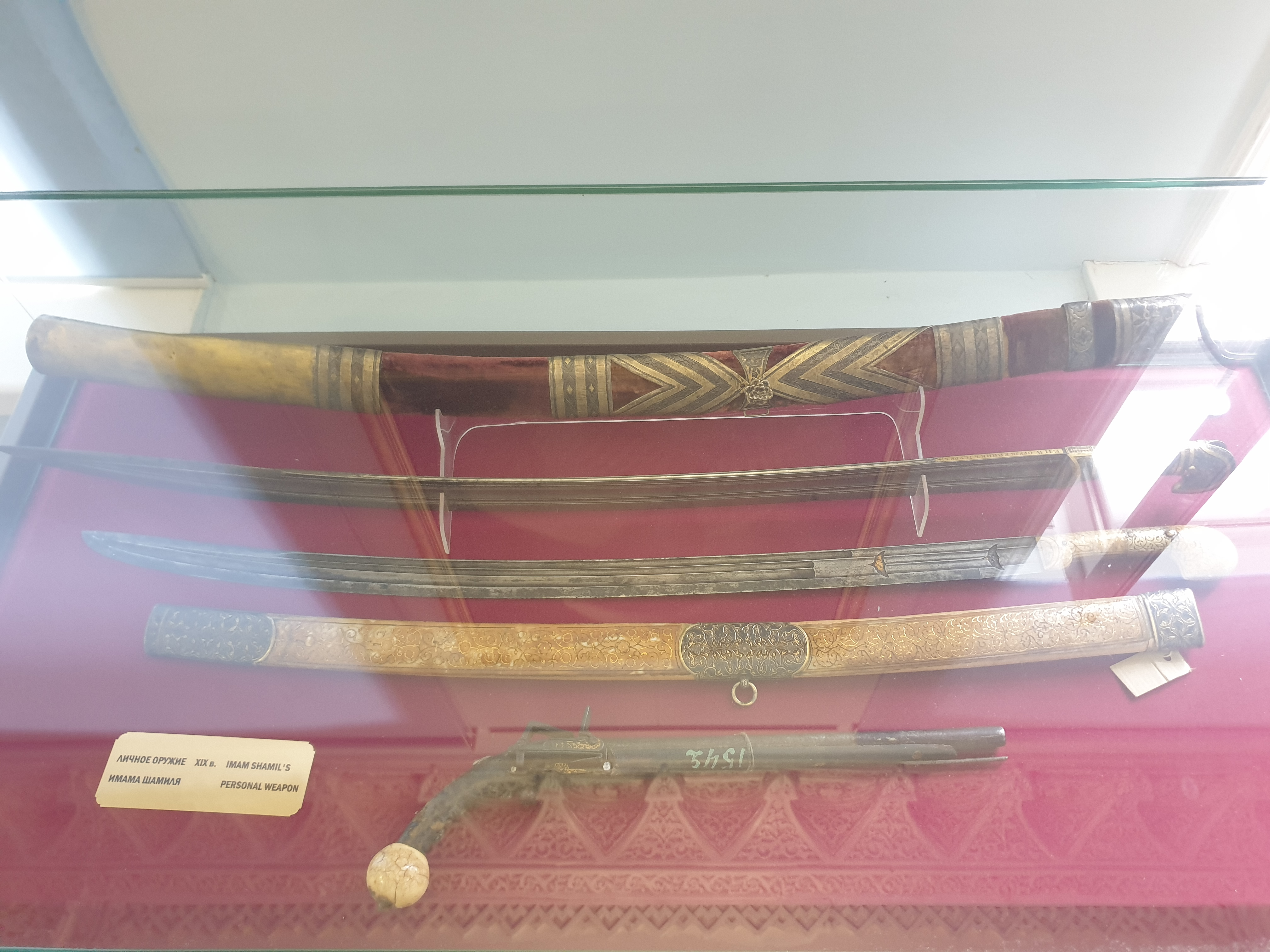
Личное оружие Шамиля. Национальный музей Республики Дагестан им. А. Тахо-Годи

В начале 1844 года отряд Имамата провёл поход на Кайтаг, но был отбит Самурским отрядом Аргутинского. В начале апреля войска Шамиля вошли в Кази-Кумухское ханство и почти дошли до столицы, но были отбиты Аргутинским. Поход в Чечню предпринял генерал Фрейтаг, однако был вынужден в спешке отступить. 15 мая отряд Нестерова углубился в Гехинский лес и повторил сценарий Ичкерийского сражения. Нестеров спасся благодаря Фрейтагу, но когда их единый отряд шёл к Грозному, его атаковали чеченцы в Гойтинском лесу, они выбрались с большими потерями. В июне Шамиль пошёл на Шамхальство и был отбит 3 июня генералом Пассеком, имам также потерял Акуша-Дарго. Шамилю всенародно присягнул на верность правитель Илисуйского султаната генерал-майор Даниял-бек, вскоре Илису захватили царские войска, и Даниял-бек ушёл в Имамат. 9 сентября Аргутинский начал поход вглубь Имамата, на Телетль; после безрезультатных боёв он отступил.

#### Даргинский поход Воронцова
В мае 1845 года по личному плану императора Николая I русские войска во главе с главнокомандующим сил на Кавказе Воронцовым начали поход на столицу Шамиля. Воронцов до наступления предложил имаму покориться империи с условием, что ему дадут править на занимаемых им территориях, но тот отказался. Когда царские войска через труднопроходимые пути дошли до Дарго, то обнаружили уже сожжённый и оставленный имамом аул. Будучи в катастрофическом положении и имея крупные потери, русские, сопровождаемые атаками, вернулись к Тереку. Потери имперской армии в этом походе были больше, чем за весь 1843 год.

#### Поход в Кабарду
После ряда неудач царское командование выделяет крупные силы на усмирение Кавказа. В Чечне в крупных масштабах проводятся работы по вырубке леса и прокладыванию дорог для вторжений войск.

Имам не теряет надежду объединиться с адыгами, которые вели борьбу против русских на Западном Кавказе. Между адыгами и Имаматом лежала подчинённая России Кабарда, откуда к Шамилю пришли посланцы с просьбой о помощи в восстании. В апреле 1846 года Шамиль направился к Военно-Грузинской дороге. 16 апреля он исчез из поля зрения царского командования. Русские узнали о его быстром переходе, только когда Шамиль был уже в Малой Кабарде. Имам прошёл мимо укрепления Константиновское и снова исчез. 18 апреля генерал Фрейтаг обнаружил Шамиля у Эльхотово, тот перешёл Терек и укрепился. Царские силы не решились атаковать. Вскоре Шамиль опять скрылся и зашёл в Большую Кабарду, он начал агитировать кабардинцев вступать в его войско и уходить из подконтрольных русским пунктам. До 26 апреля имам передвигался по Кабарде, а царское командование лишь наблюдало, не пытаясь ввязываться в битву до прибытия поддержки из-за угрозы восстания местных жителей. Но расчёт имама на восстание и поддержку со стороны кабардинцев не оправдался, положение отрядов становилось критическим. Шамиль отправил другой отряд к Ларсу, однако местные ингуши также не стали им содействовать. Тем временем адыги не рискнули пробиться для соединения с Шамилем. Имам начал отступление. Царские войска снова не решились ему противостоять, и он перебрался через Терек. При переправе через Сунжу их атаковал русский отряд, но атака была отбита. Шамиль беспрепятственно вернулся в Чечню.

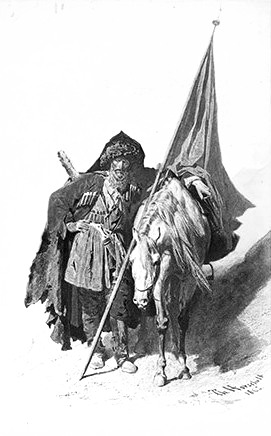
Мюрид с наибским знаменем.
Рисунок Т. Горшельта 1858—1861 годов

### Череда поражений

#### Поход в Акуша-Дарго
Шамиль начал организацию наступления на Кази-Кумухское ханство с планом на дальнейшее продвижение в лезгинские общества в Южном Дагестане. Выступив в поход, Шамиль передумал. Он направил собранные силы для присоединения Акуша-Дарго, где антирусские настроения не угасали со времён последнего восстания. Эта операция дала бы ему выход в Приморский Дагестан. Цудахар уже был в составе Имамата. В начале осени 1846 года Шамиль занял ряд акушинских сёл и попытался прорваться в Мехтулу и Шамхальство. В октябре наиб Муса Балаханский был в Аймаки, а Шамиль — в Леваши. Акушинцы присоединились к его армии, среди шамхальцев начались волнения. Генерал Бебутов победил Мусу у Аймаки и вступил в бой с Шамилем в Кутише. Шамилю нанесли поражение, и он отступил из Акуша-Дарго.

#### Бои в Дагестане
Карательные операции царских войск в Чечню и вырубка лесов продолжались в 1847 году. Следующие три года (1847—1849) в Дагестане шли крупные битвы за укрепления и стратегические позиции, победу в которых преимущественно одерживала царская армия. После отпада от Шамиля Акуши он вынужден был встать в оборонительную позицию, начались крупные осады. После кровопролитных сражений русские захватили Салты и Гергебиль. Одновременно с обороной Шамиль предпринял наступательную операцию на юг Дагестана — на русскую крепость Ахты, полагая, что при его наступлении восстанут жители местных самурских обществ, но расчёт не оправдался в полной мере. В сентябре началась осада Ахты войсками Шамиля, попытка штурма оказалась безуспешной, тем временем отряд Аргутинского разбил заслон имама, и Шамиль под угрозой тылового удара снял осаду и отступил. В 1849 году русские попытались взять Чох, но полуторамесячная осада и массированная бомбардировка аула ничего не дала, гарнизон выдержал, и они отступили.

#### Поражения в Чечне
В январе 1850 года русские начали поход на восток Имамата — в общества карабулаков и галашевцев. Экспедиция окончилась успешно, эта часть отпала от государства имама. В феврале прошли карательные операции в Малой Чечне по реке Сунжа. Видя, что положение в Чечне при вырубке лесов становится всё более уязвимым, Шамиль начинает строительство оборонной линии укреплений, как это было сделано в Дагестане. В апреле такие работы по созданию окопной линии прервала атака генерала Козловского, который разрушил окопы у Шали и отступил; далее работы возобновились. Русские также проводили политику экономического привлечения чеченцев из Имамата, устраивая у Грозной ярмарки. В августе генерал Воронцов наносит удар по шалинской позиции: русский отряд скрытно обошёл укрепление, из-за чего горцы оставили позицию и отступили. Плоскостная часть Малой Чечни теперь тоже оказалась потеряна для имама: его попытки вернуть захваченное с расчётом на восстания местных жителей оканчивались неудачами, утомлённые войной чеченцы не восставали. Это, вкупе с агитационной работой шейха Кунта-Хаджи, который продвигал среди чеченцев пацифистскую суфийскую идеологию и выступал против дагестанцев Имамата, стало началом постепенного самораспада государства Шамиля. В июне 1851 года русские совершают вылазку в горную часть Малой Чечни для завоевания гехинского общества, которое и раньше оказывало ожесточённое сопротивление России. После уничтожения общества царские войска начинают с трудом отступать, защищаясь от атак озлобленных гехинцев. В конце июня Барятинский совершает поход на самую важную часть Имамата — Большую Чечню; это был крупный удар по житнице страны.

#### Попытки прорыва в Дагестане
При сосредоточении русских войск в Чечне Шамиль решает провести наступательные операции на восток: он снова пытается взять Кази-Кумух, а своего наиба Омара отправляет на Кайтаг и Табасаран. У горы Турчидаг Шамиль 19 июня вступил в битву с Аргутинским, тот нанёс ему сильный удар, но Шамиль продолжал удерживать гору. Омар был разбит 22 июня. В июле Шамиль проиграл у Турчидага генералу Грамотину. Кази-кумухский поход провалился.

#### Уход Хаджи-Мурата
Шамиль не оставил идею похода на Кайтаго-Табасаран и решает на этот раз отправить туда Хаджи-Мурата. Но наиб превратил военный поход для расширения государства в обычный набег для захвата добычи, был разбит и отступил. Это привело к ухудшению его отношений с имамом. По его возвращении в Имамат Шамиль взял у него часть добычи и пленников. Имам разжаловал Хаджи-Мурата и отдал его наибство Фатаали Аварскому; наибам Гази-Мухаммаду и Даниялу было приказано занять Танус, остальным — идти в Хунзах. Хаджи-Мурат со своим отрядом укрепился в Батлаиче, на помощь бывшему наибу собралось 600 аварцев. Боестолкновение между сторонниками имама и отрядом Хаджи-Мурата было остановлено старейшинами. Старейшины и Шамиль пришли к компромиссу: наибом на западе Аварии останется Фатаали, на востоке — племянник Хаджи-Мурата Альбура. Подобные акты неповиновения наибов имаму происходили и в других областях. Хаджи-Мурат в том же году ушёл от имама Шамиля. 23 ноября он явился к Барятинскому, дальше его переправили в Тифлис. Царское командование предполагало воспользоваться популярностью Хаджи-Мурата среди горцев для привлечения их на свою сторону. Есть версия, что на самом деле не было никакой ссоры и уж тем более предательства — это был план Хаджи-Мурата, принятый Шамилем, с целью разведки и получения информации в тылу врага. Вскоре Хаджи-Мурат бежал от русских, но был убит в ходе преследования в мае 1852 года.

#### 1852 год
В январе 1852 года имам снова отправляет экспедицию в Кайтаго-Табасаран, на этот раз во главе с наибом Бук-Мухаммадом. Но и эта попытка оказалась неудачной.
В том же месяце в Чечне Барятинский проводит попытку взятия столицы Шамиля — Ведено, по пути уничтожив Автуры и Гелдагана. При проходе через ущелье Хулхулау он передумал и отправился со своими силами на карательный поход в сёла Большой Чечни. Другая экспедиция была отправлена в Малую Чечню. В феврале русские силы двинулись на Мичик, ими был взят редут Шуаиб-Капу, 27 марта истреблён Шали. После таких разорительных ударов часть чеченцев бежала в горы, некоторые чеченские наибы и общества переходят к русским.
«Предстояло жаркое дело, которого на этот раз князь Барятинский не мог избежать. Подойдя к хуторам на ружейный выстрел князь Барятинский отрядил два батальона для занятия их. Произошла отчаянная рукопашная схватка, среди которой Шамиль, желая поддержать поколебавшихся мюридов, несколько раз сам бросался вперёд с обнажённой шашкой в руках как простой воин. С большим трудом удалось кое-как самоотверженным мюридам прикрыть собой имама и спасти его от штыков наших солдат»
Далее Шамиль планирует поход в Осетию. Занятие этой области спровоцировало бы к восстанию кабардинцев, соединило бы Имамат с адыгами и отрезало бы русским Военно-Грузинскую дорогу. Агитационная работа Шамиля среди осетин дала плоды, несколько местных влиятельных лиц симпатизировали ему. Перед походом на запад Шамиль первоочерёдно укрепил оборонную линию по Мичику. В конце мая начался поход тремя колоннами, Шамиль пошёл в галашевские общества. Первую колонну рассеял отряд Вренского, остальные две, руководимые Шамилем и наибом Гази-Мухаммадом, чья колонна направлялась к горным аккинцам, продолжили путь. Вренский направился к галашевцам и заставил Шамиля повернуть к аккинцам и соединиться с Гази-Мухаммадом. Вскоре имам осознал невозможность продолжения похода и отступил.
Летом среди жителей Большой Чечни начал восстанавливаться авторитет Шамиля. Барятинский ответил на это полным уничтожением села Гурдали, которое только начало возрождаться с зимней карательной операции.

### Крымская война

#### В преддверии
Перед началом Крымской войны, в конце 1852 — начале 1853 года, русские войска проводят ряд военных походов в Чечне. Генерал Воронцов желал выставить экспедиции как решающие, чтобы убедить центральное руководство, что Шамиль скоро будет окончательно побеждён. 17 февраля 1853 года русская армия форсировала Мичик, началось истребление местных аулов. Но закрепиться и отстоять позиции не получилось и они отступили. Активные боевые действия России против Имамата были приостановлены: готовится крупномасштабная Крымская война.

#### Поход в Джаро-Белоканы
Шамиль ждал наступления османов в Закавказье, чтобы соединиться с их войсками, он также готовился к новому своему наступлению в Дагестане и готовил к войне адыгов. Имам планировал идти на Кабарду, но, получив ложные сведения об османах в Закавказье, изменил план. За два месяца до начала войны, в августе 1853 года, Шамиль идёт на юг — в Джаро-Белоканы с расчётом, что местные жители восстанут против русских при его прибытии. В конце августа Шамиль был у крепости Закаталы, а мудир Даниял-бек пошёл на Белоканы. Однако местные жители не поддержали имама, даже при условии грядущей глобальной войны. План не сработал, Данияла отбили у Белокан, Шамиль отступил от Закатал, попытка штурма Мессельдигерского укрепления 4 сентября не удалась. Горские войска ушли за Кавказский хребет. Однако положение русских оставалось тревожным: необходимо было высылать в Закавказье подкрепления, так как нападения осман и имама на Грузию с двух сторон они могли бы не выдержать.

#### Поход в Кахетию
Султан Абдул-Меджид I заранее официально присвоил Шамилю звание «генералиссимуса черкесской и грузинской армии». Однако сам Шамиль не видел никакой нужды в этом «бесполезном» для себя титуле, присвоение которого так и осталось для него «пустым звуком».
Перед объявлением войны России в октябре 1853 года султан предложил Шамилю начать боевые действия в Грузии и соединится с османскими силами в Имеретии, на что имам соглашается. Осенью и весной следующего года русское кавказское командование оказалось в напряжённом состоянии, Восточный Кавказ «подобно огромному пороховому погребу ожидал только искры, чтобы произвести взрыв». Но Шамиль не предпринимал серьёзных действий до 1854 года, ограничиваясь мелкими набегами в Чечне и Дагестане, целью которых было отвлечение внимания русских.
Тем временем османский военачальник Омар-паша, чьи силы были у Кутаиси, пригласил Шамиля к походу. В июле 1854 года Шамиль совершает поход в Кахетию. Его войска взяли Шилду и перешли за реку Алазань. Но военный поход превратился в простой набег за добычей, было взято много пленных, в числе которых грузинские княгини Чавчавадзе и Орбелиани. Имам остановился ждать в горах, отправив вперёд конницу во главе с Гази-Мухаммадом. Пришло письмо от османского паши, которое ему показалось оскорбительным из-за обращения как к подчинённому. 5 июля армия Имамата с крупной добычей вернулась в горы, избежав столкновения с царскими войсками. Шамиль ждал от османского командования дальнейших указаний, но ничего не получил, из-за чего остался безучастным в продолжавшейся русско-османской войне.

### Падение государства

#### Потеря Чечни
1 октября 1854 года Шамиль начинает продвижение на Сунженскую линию. 3 октября Шамиль напал на укреплённый аул Истису, он захватил часть аула, но из-за подоспевших русских сил отступил. Зимой русские продолжают вырубку чеченского леса и 4 января 1855 года захватывают укрепление Шуаиб-Капу, после чего начинают истребление аулов по Джалке. В сентябре Гази-Мухаммад неудачно атаковал Лезгинскую линию. В октябре в Табасаране началось восстание, но Шамиль не сумел к нему присоединиться, в следующем месяце его подавили.
В марте 1855 года состоялся обмен между Россией и имамом. Шамиль отдал пленных грузинских княгинь в обмен на своего сына Джамалуддина, а также племянника Гамзат-бека, который, как и Джамалуддин, 15 лет был в аманатах.
После завершения Крымской войны в 1856 году на Кавказ снова были направлены крупные русские войска, в ускоренных темпах началось наступление. Среди администрации Имамата приходили просьбы от его окружения сдаться, начались пораженческие настроения и предательства. В июле чеченский наиб, один из главных советников имама — Юсуф-хаджи Сафаров бежал к русским, через год то же совершил Эски Хулхулинский.
С 1857 года начинается завоевание русскими Большой Чечни, Малой и Ауха. Зимой уже была захвачена плоскостная часть Большой Чечни и открыт доступ к взятию ауховских обществ. Следующая цель — Салатавия, во второй половине лета было взято укрепление Шамиля Новый Буртунай, в ноябре идёт вырубка просек и уничтожение аулов в сторону Дылыма. Далее в ноябре от имама отпал Аух. В декабре до конца завоёвана плоскость Большой Чечни.
В 1858 году жители Чечни склоняются к сдаче. Первой стало население Малой Чечни, которое из-за войны ушло в горы и начало голодать. Сдались гойтинцы, гехинцы. В апреле завоевание Малой Чечни завершилось, кольцо вокруг Имамата сжималось. В мае из-за царской политики среди ингушей началось Назрановское восстание, лидеры повстанцев сразу попытались связаться с имамом, но Шамиль уже не имел возможности как-то вмешаться и протест был подавлен.
В июле генерал Евдокимов проводит рискованный поход вглубь Чечни, он занял Аргунское ущелье. 4 июля 1858 году Шамилю было нанесено поражение при Мескен-Дуке, а 9 июня 1858 года в битве у села Ачхой. Наиб Малой Чечни Сайдулла Гехинский перешёл на сторону Евдокимова. 6 июля в Шатое имам собрал всех чеченских наибов, обратился к ним с призывом мобилизовать все силы, 16 июля он сделал то же в Шали. В августе глава Чантийского общества восстал против имама. Шатоевцы перешли на сторону русских в августе. Шамиля предал мудир Малой Чечни Сайдулла Усманов. В январе-феврале 1859 года сдались генералу Барятинскому чеченские наибы Талхиг Шалинский, Эдил Веденский и Умалат Ауховский.
В начале 1859 года русские уже подошли к столице Шамиля — Ведено. Началась осада, которая завершилась 1 апреля удавшимся штурмом русскими войсками. 1 апреля года имам собирает третий маджлис наибов и алимов, на этот раз в Эрсеное, и требует собрать силы для отражения атаки.
К середине июня империей были подавлены последние очаги сопротивления на территории Чечни. Так, в апреле чеберлоевцы переходят к русским, 12 мая покорены ичкерийцы (кроме беноевцев), 15 мая — ауховцы.

#### Потеря Дагестана

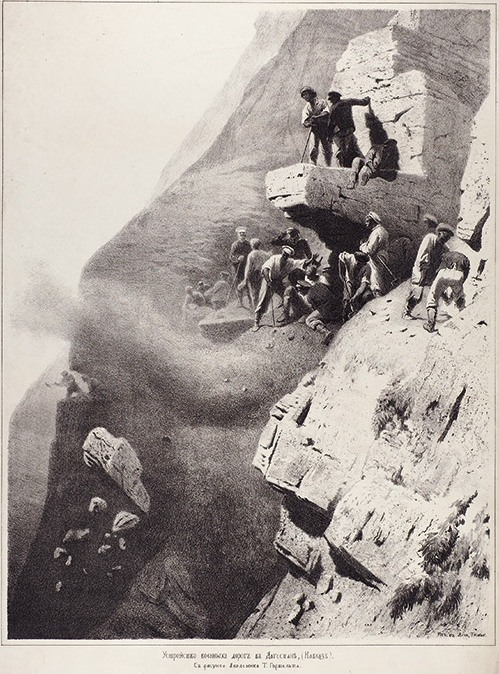
Русский художественный листок В. Тимма. «Устройство военных дорог в Дагестане» по оригиналу худ. Т. Горшельта (1861)

Шамиль перешёл в Дагестан. Для ликвидации последних его сил Барятинский разработал план, согласно которому русские двинулись вглубь Дагестана с разных сторон тремя отрядами: Чеченским (маршрут — Ичкерия — Анди — Технуцал), Дагестанским (Мичикала — Гумбет) и Лезгинским. План был рассчитан на 2 года. Действия начались 14 июля. Чеченский отряд Барятинского двинулся к Эйзенаму, все силы Шамиля были сосредоточены против этого отряда. Русские переправились через горную реку и, оказавшись на другом берегу, обошли позиции Шамиля. Началось движение на Аварию и Койсубулу, обе области сдались 22 июля, через несколько дней — Кикуни и Чох. Мудиры Кибит-Мухаммад и Даниял-бек предали имама и сдались русским, сам Шамиль отправился в свой последний оплот — на Гуниб.

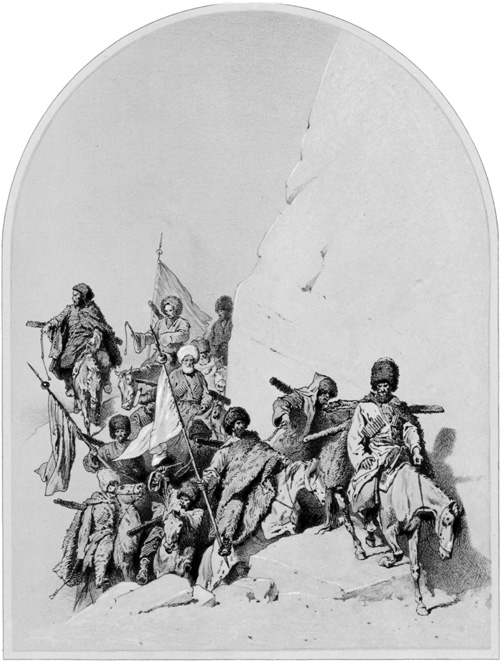
Спуск мюридов с Гуниба. Худ. Т. Горшельт, 1859—1861 гг.

10 августа Гуниб был окружён. Русские опасались штурма, так как географические условия сделали гору практически неприступной и попытка взять её могла быть проиграна. 19 августа начались переговоры. Шамиль растягивал их, пытаясь выиграть время. 23 августа они были прерваны и начались приготовления к штурму, сам Шамиль в крепости имел только несколько сотен сторонников, которые собирались защищать единственную тропу на Гуниб. Через пару дней начались бои, русские пробились и окружили аул. Сопротивление закончилось 25 августа, имам оказался в плену. На Западном Кавказе адыги, на покорение которых были отправлены освободившиеся от Имамата силы, продолжали борьбу ещё некоторое время.

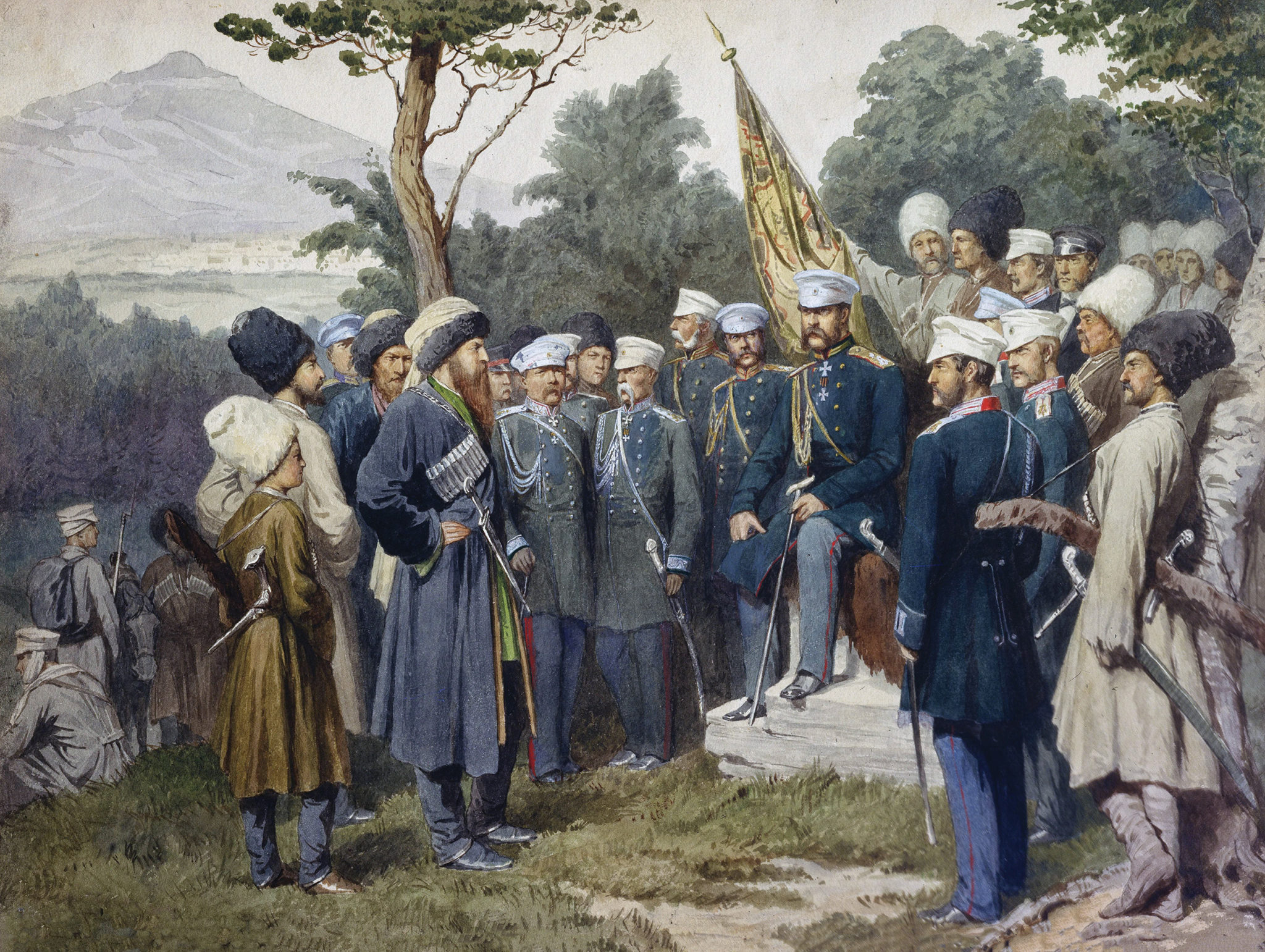
«Имам Шамиль перед главнокомандующим князем А. И. Барятинским, 25 августа 1859 года», картина А. Д. Кившенко, 1880 год, Центральный военно-морской музей, Санкт-Петербург.
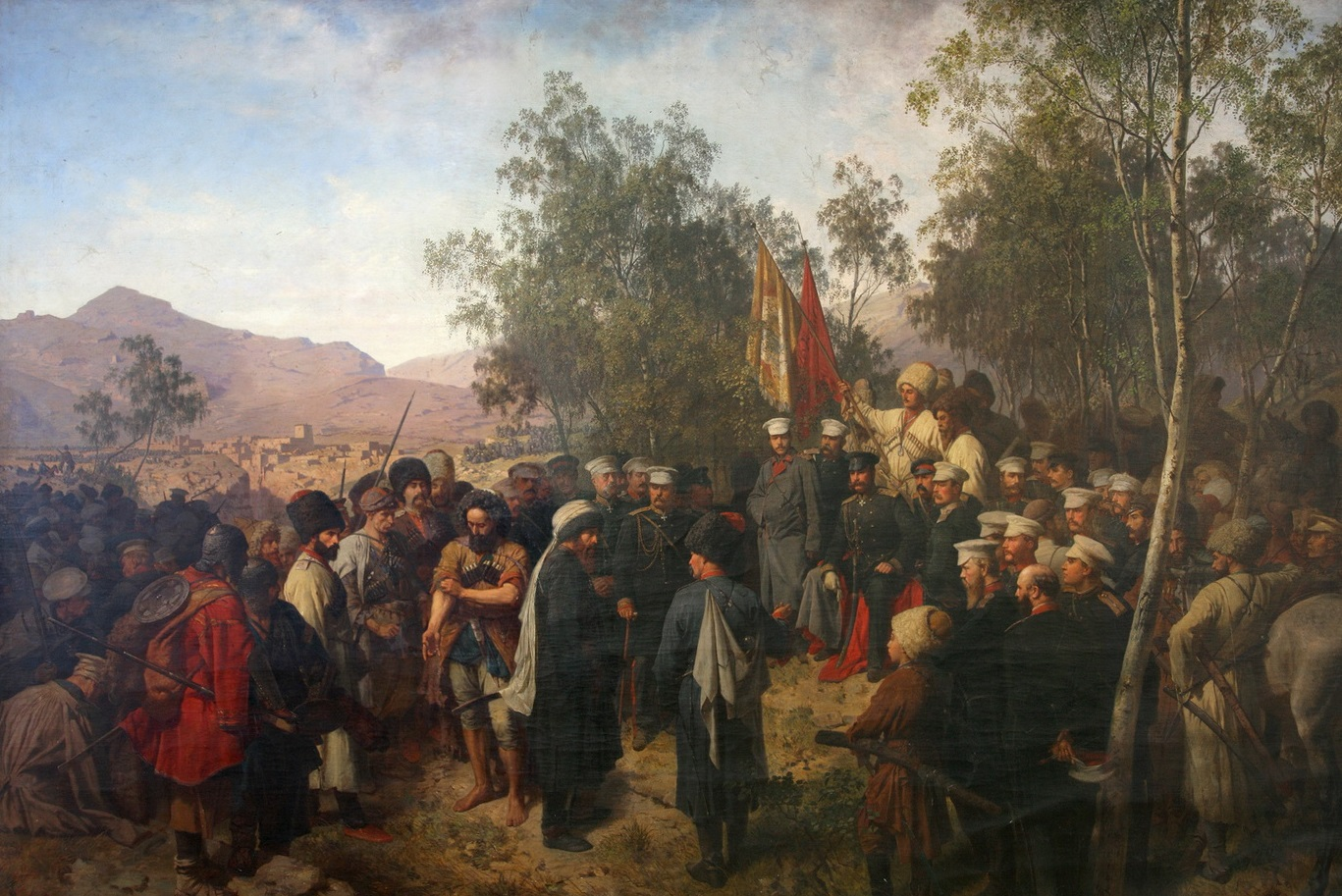
Т. Горшельт. «Пленный Шамиль перед главнокомандующим князем А. И. Барятинским». 1863 год. Дагестанский музей изобразительных искусств, Махачкала.

### В плену

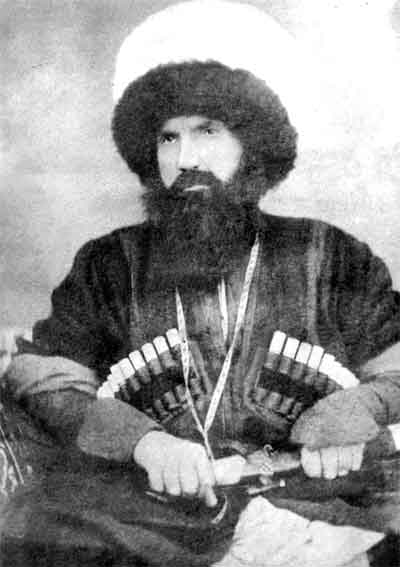
Первая фотография имама Шамиля, сделанная в начале сентября 1859 года графом И. Г. Ностицом в Чирюрте

Предстояла перевозка имама в Санкт-Петербург, столицу империи, для представления Александру II. Его сопровождал сильный конвой под началом полковника Тромповского. 27 августа они остановились в Темир-Хан-Шуре, там была оставлена семья имама до дальнейших указаний царя, сам Шамиль с сыном Гази-Мухаммадом и некоторыми соратниками были вывезены из города 2 сентября.
Навстречу имаму в Кумторкале собрались и кумторкалинцы, и жители Порт-Петровска, приехавшие повидать и в последний раз проститься с Шамилем. Трёхдневная остановка произошла в ауле Чир-Юрт. Шамиля было необходимо переодеть, так как на нём были те же одеяния, в которых он был пленён в Гунибе: «изношенная черкеска, да разорванный бешмет». По описанию Потто, «лучшие портные Дербента, Темир-Хан-Шуры и Кафыр-Кумуха были собраны в Чир-юрте, где им отвели полковую „швейню“ и работа над экипировкой имама закипела». Его поселили у командира Нижегородского драгунского полка графа Ностица, который был фотографом-любителем. Граф сделал первые фото-снимки имама. Последующий маршрут пролегал через Хасав-юрт, Червлённая, Моздок, Георгиевск, Екатериноград, Ставрополь, куда он прибыл 7 сентября, Харьков — 13 сентября.
15 сентября в Чугуеве в путевом дворце происходит первая встреча Шамиля и императора Александра II, который подарил имаму золотую саблю. На следующий день его вернули в Харьков. Дальнейший путь шёл через Курск и Тулу в Москву, где они остановились на 4 дня. В Москве 23 сентября Шамиль впервые встретился с Ермоловым, у них прошёл разговор, содержание которого неизвестно.
26 сентября на поезде Шамиль прибыл в Санкт-Петербург. Его поселили в Знаменскую гостиницу. В городе он пробыл почти две недели. Конечным пунктом его пути стала Калуга, куда его доставили 10 октября. Перед тем он недолго жил в Тарусе, тот дом (на современной Комсомольской улице) не сохранился. Владелица дома, по воспоминаниям старожилов, много рассказывала о Шамиле и даже показывала комнату, в которой тот у неё жил. В Калуге он остановился в гостинице Кулона, пока шло обустройство в кавказский стиль назначенного ему трёхэтажного дома Билибина в городском центре с садом и конюшней (современный адрес — улице Пушкина, д. 4).

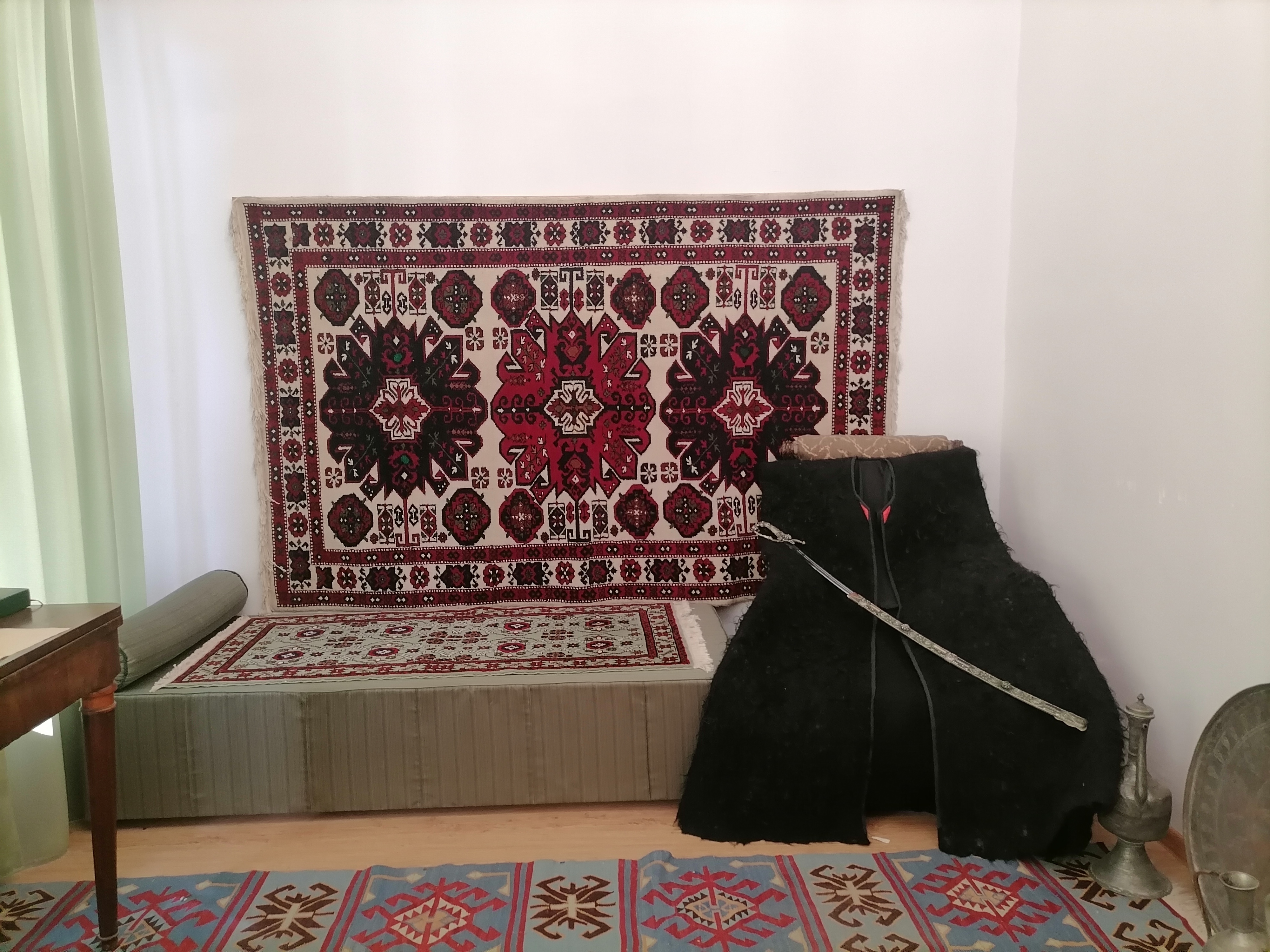
Комната Шамиля в доме Билибина в Калуге (современный вид)

5 января 1860 года в Калугу прибывает его семья. Для «присмотра за Шамилем, руководства советами и в пособии» ему был назначен пристав из военных офицеров штабс-капитан Руновский, его помощником отставной подпоручик Тиммерман. Для общения с Шамилем в Калуге русскими властями был нанят переводчик из числа татар Мустафа Яхвин, который переводил с кумыкского на русский язык. При нём было поручено состоять знатоку арабского языка генералу Богуславскому. 28 апреля — 1 мая Шамиль встречается со своим бывшим наибом Мухаммад-Амином, который остановился в Калуге по пути в Турцию.

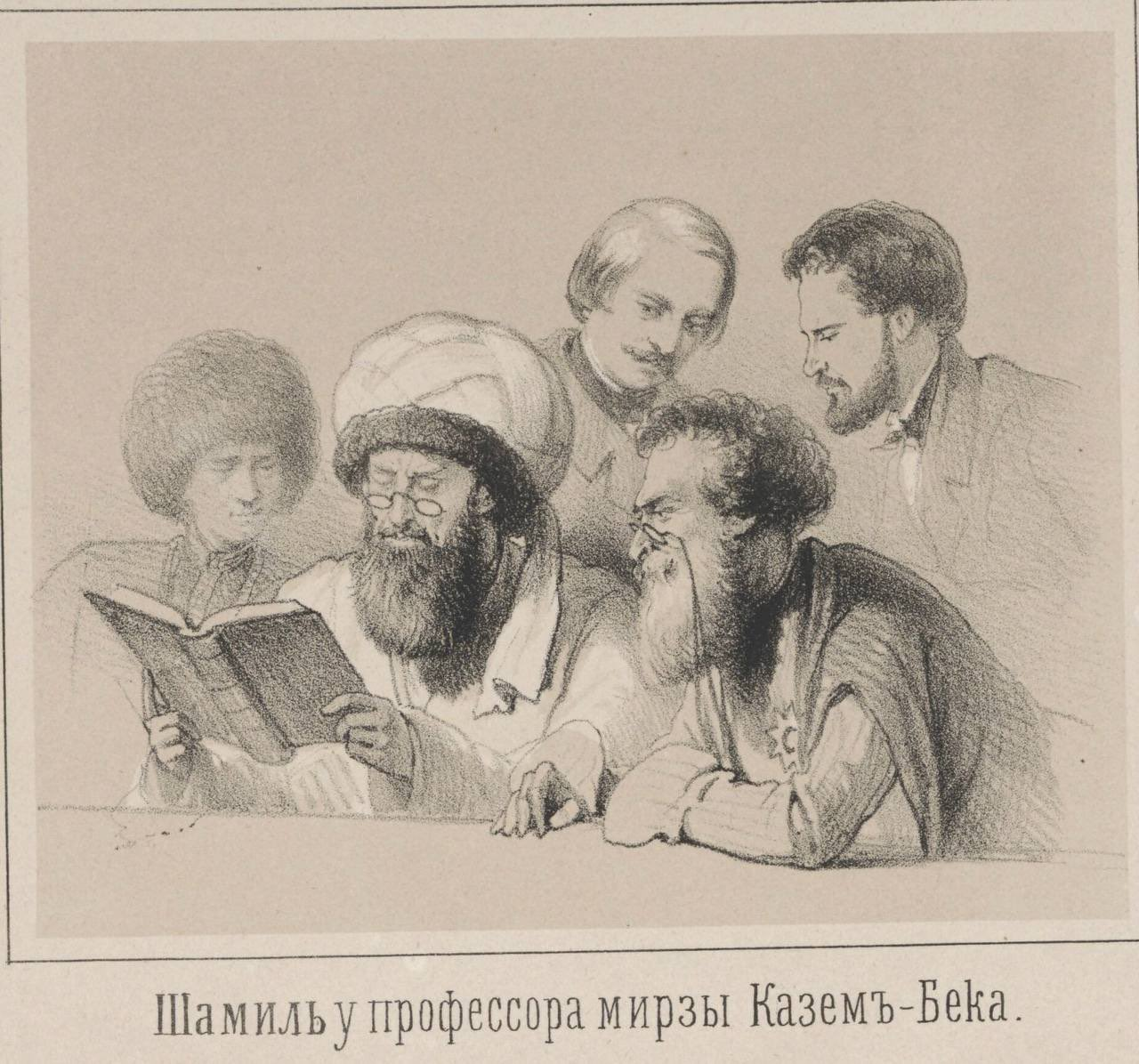
Шамиль у профессора Мирзы Казем-Бека. Литография В.Ф.Тимма «Русский художественный листок», 1859
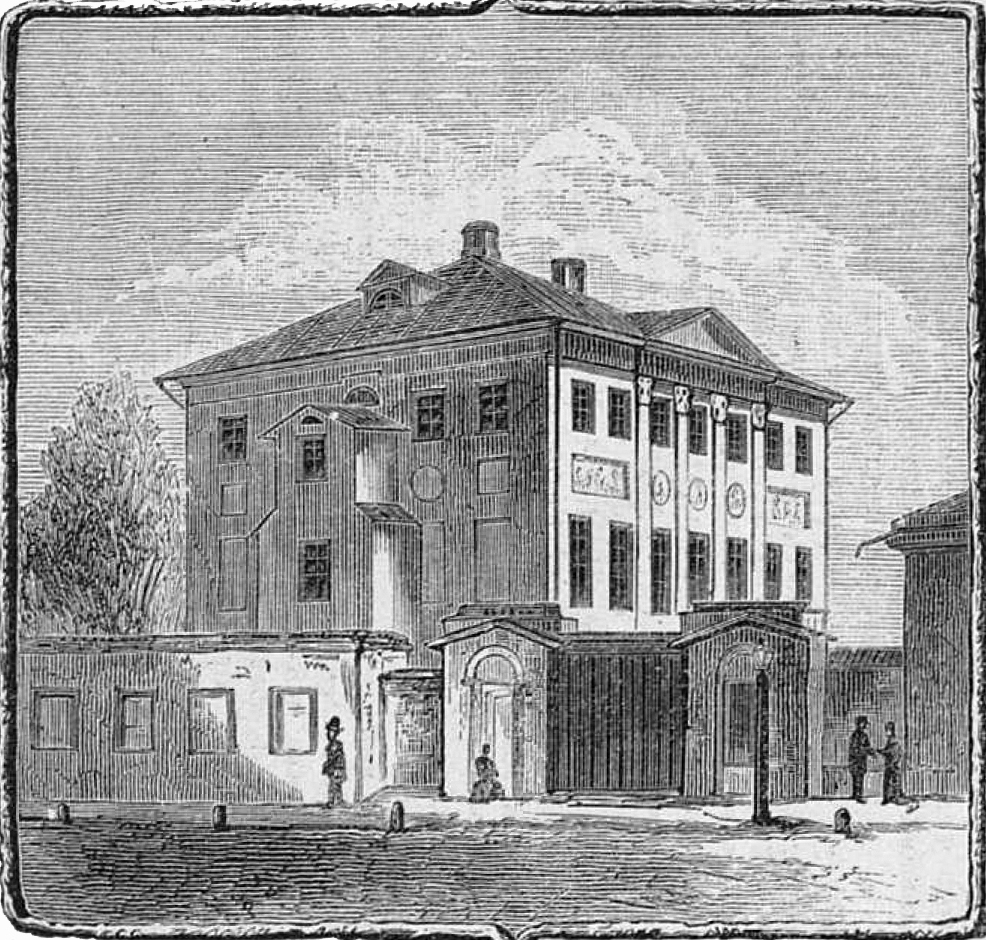
Дом в Калуге, где проживал Шамиль
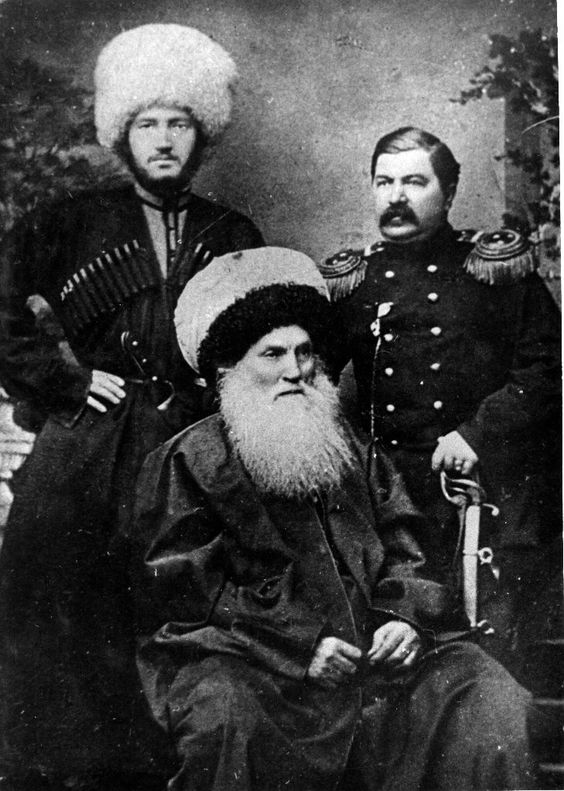
Шамиль, Гази-Мухаммад и пристав

Императором Александром II была назначена Шамилю пенсия в 10 000 рублей серебром в год (затем увеличена до 15 000 рублей), за Шамилем и его семейством по месту жительства установлен «постоянный и бдительный надзор, но так, чтобы оный не был для него стеснительным». В Калуге для Шамиля и его семьи был снят большой дом, на лето также снималась дача под городом. Жил он достаточно замкнуто, в кругу семьи, гостей принимал редко и по своему выбору, но с некоторыми русскими офицерами, которым он симпатизировал, часто вёл длительные и откровенные беседы.
29 июля 1861 года в Царском Селе происходит вторая встреча Шамиля с императором. Шамиль просит Александра II отпустить его в хадж, но получает отказ.

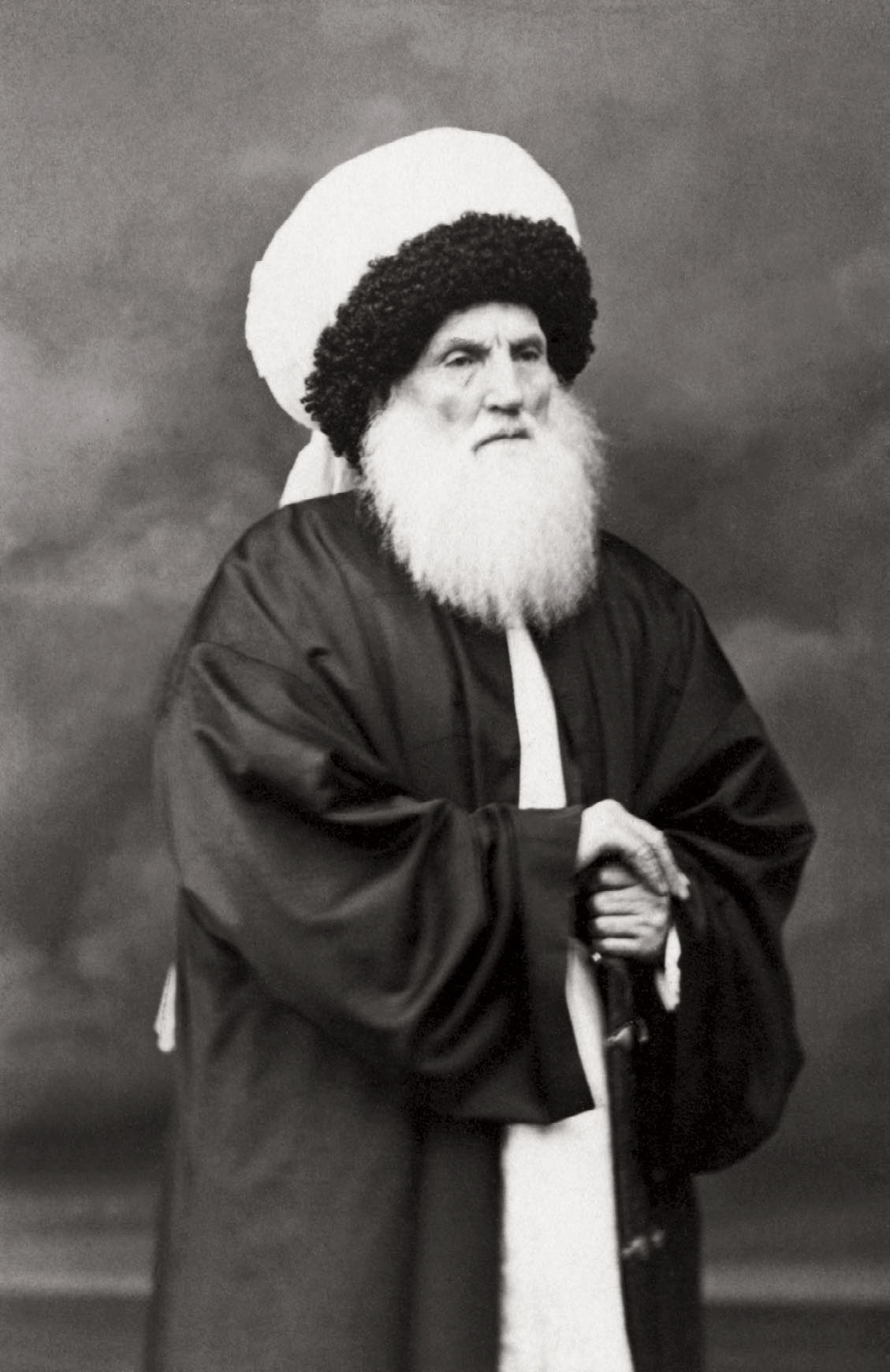

26 августа 1866 года в парадной зале Калужского губернского дворянского собрания Шамиль, вместе с сыновьями Гази-Мухаммадом и Мухаммадом-Шапи, принёс присягу на верноподданство России. Текст присяги был изменён специально для него. Произнесение присяги было единственным способом для имама покинуть российский плен и уехать в хадж.
В том же году Шамиль был гостем на свадьбе цесаревича Александра, тогда же происходит третья встреча с императором.
В 1868 году, зная, что Шамиль уже немолод и калужский климат не лучшим образом сказывается на его здоровье, император решил выбрать для него более подходящее место, каковым стал Киев, куда Шамиль переехал в ноябре—декабре того же года.

### В Османской империи

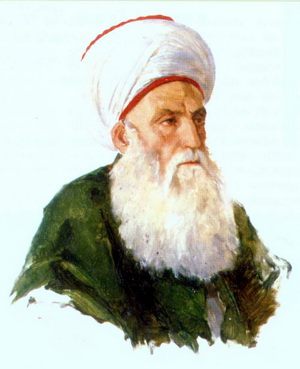
Портрет Шамиля от художника Станислава Хлебовского. Сделан в Стамбуле

#### Стамбул
16 февраля 1869 года Александр II дал разрешение на выезд Шамиля в Мекку для паломничества с условием, что после паломничества тот вернётся в Россию. В качестве заложников были оставлены сыновья Шамиля Мухаммад-Шапи и Гази-Мухаммада с семьями.
Шамиль с семьёй выехал из Киева и прибыл в Стамбул, где его встретили с торжеством. Султан Абдул-Азиз дал большой дом и определил пенсию Шамилю, ему устроили экскурсию по городу. Там он оставался почти полгода из-за ухудшения здоровья. Перед выездом оттуда к нему пришёл на встречу султан.

#### Египет
Тем временем в России 30 августа 1869 года Высочайшим указом Шамиль был возведён в потомственное дворянство. До самого Шамиля этот указ так и не дошёл, так как он был уже в Аравии.
По пути Шамиль остановился в Александрии. В этот период между османским султаном Абдул-Азизом и египетским хедивом Исмаилом происходит конфликт, уладить который попытался Шамиль. Его пригласили к хедиву в Каир, где Шамиля приняли с почестями. Хедив Исмаил усадил его на свой трон. Пытаясь остановить конфронтацию хедива с султаном, Шамиль сказал: «Не надлежит, чтобы был между вами обоими спор, которому радуются неверные». Исмаил ответил, что сделает так, как он скажет. Шамиль порекомендовал ему послать к султану своего сына, что хедив и сделал. Из Каира они выехали в Порт-Саид.
16 ноября принял участие в открытии навигации на Суэцком канале.

#### Хиджаз
20 ноября прибыл в Мекку. Из-за восхищения паломников Шамилем создавалась давка. Полиция и муллы назначили ему отдельные ночные часы для паломничества, когда другие уже уходили спать. Состояние его здоровья улучшалось. С ним там были наиб Мухаммад-Амин, казначей Имамата Хаджияв и другие. Чтобы увидеть Шамиля, к нему собирались «большие алимы, мударисы, имамы, проповедники, шейхи». В одну из пятниц до проповеди его подняли на кафедру мечети, чтобы все на него посмотрели.
С 4 марта 1870 года начались обряды хаджа. В конце марта 1870 года, после совершения хаджа, Шамиль остановился в Медине и поселился там из-за болезни. Он отправил просьбу султану обратиться к русскому императору, чтобы тот дал разрешение на выезд Гази-Мухаммада к больному отцу. Тот получил разрешение, но не успел доехать до отца. Шамиль скончался в Медине 4 (16) февраля 1871 года. Процесс его предпохоронного омовения и одевания в саван лично контролировал и участвовал в нём представитель султана в Медине шейхул-харам Хаджи Амин-паша.
Похоронен в Медине на кладбище Аль-Баки. В начале XX века надмогильный камень Шамиля, как и другие мавзолеи и высокие плиты на кладбище, был снесён местными властями, поэтому точное местонахождение его могилы неизвестно.

## Семья

### Жёны

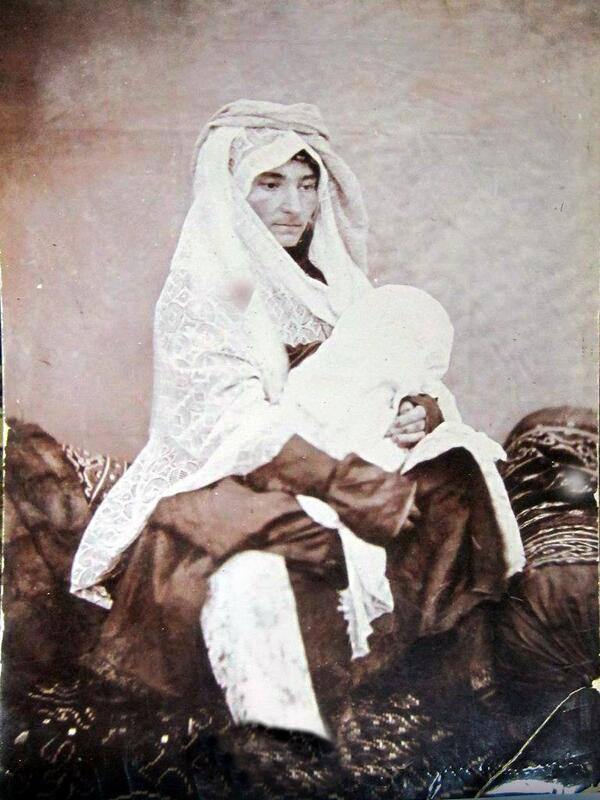
Жена Загидат с сыном Мухаммад-Камилем. Калуга, 1860-е гг.
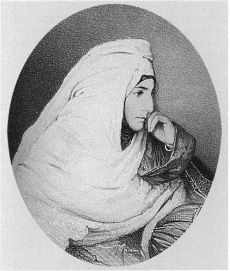
Жена Шуайнат

У Шамиля в разное время было 8 жён:
- Хурият, аварка из Гимры, через три дня Шамиль развёлся с ней.
- Патимат, аварка из Гимры, родилась в 1810 году. Она родила Шамилю троих сыновей: Джамалуддина, Гази-Мухаммада, Мухаммада-Шапи и двоих дочерей: Написат и Патимат[6]. Умерла в 1845 году[6] в чеченском ауле Элистанжи и похоронена там.
- Джавгарат, аварка из Гимры, родилась в 1814 году. Родила Шамилю сына Саида. Погибла вместе с ребёнком во время штурма Ахульго в 1839 году[6].
- Шуайнат (1824—1877), урождённая Анна Ивановна Улуханова (Луханова[180], Суханова[180]), армянка по происхождению, была взята в плен наибом Ахбердил Мухаммедом во время набега на Моздок в 1840 году[181][182]. Шуайнат добровольно вышла замуж за Шамиля через шесть лет после пленения и родила двоих сыновей и пять дочерей, из них выжила только девочка по имени Сапият[179]. В 1913 году газета «Русское слово» сообщала, что председатель ученой архивной комиссии присяжный поверенный Г. Н. Прозрителев передал Ставропольскому губернскому музею портрет моздокской армянки, красавицы Лухановой. На портрете имелась сделанная чернилами надпись: «Наследница Почетнаго Потомственнаго Гражданйна моздоцкаго Армянина Луханова в зята в плен черкесами в 1845-м году и состояла супругою мугаметанскаго императора Ковказского военна Шамйля». Портрет был найден Т. Прозрителевым среди продававшихся на базаре пожитков недавно умершего ставропольского старожила[180].
- Загидат (1829—1871), дочь шейха Джамалуддина Казикумухского — наставника и ближайшего соратника имама. Она мать дочерей Шамиля Наджабат и Баху-Меседу и сына Мухаммад-Камиля. Умерла и была похоронена в Мекке в 1871 году, через несколько месяцев после имама[6].
- Патимат аварка из Гимры, дочь Адуша. Имам женился на ней после смерти Абдулазизил Патимат, чтоб она смотрела за детьми.
- Зайнаб — лачка[183].
- Аминат — кистинка. Шамиль развёлся с ней перед концом войны, так как они не смогли завести детей[184].

### Сыновья

Шамиль с сыновьями Гази-Мухаммадом и Мухаммадом-Шапи. Фотопортрет работы Алекстандра Роинова
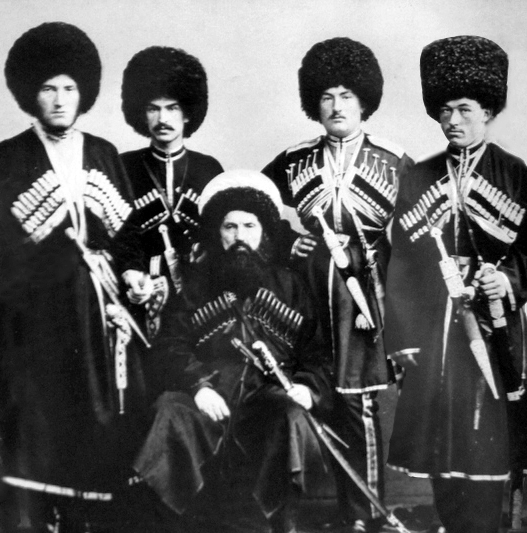
Шамиль с сыновьями и зятьями
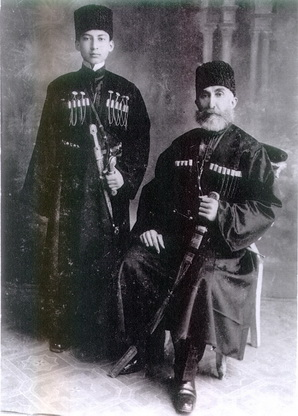
Самый младший сын Шамиля Мухаммад-Камиль (сидит) и внук Мухаммад-Саид. 1917 год, Османская империя

- Старший сын Шамиля Джамалуддин (1829—1858) был отдан аманатом в десятилетнем возрасте во время осады аула Ахульго. Образование получил в 1-м кадетском корпусе в Санкт-Петербурге, где обучался вместе с детьми дворянского сословия. Ему было разрешено ношение традиционной горской одежды и к нему был приставлен мулла. По окончании учёбы дослужился до звания поручика в Уланском Его Императорского Высочества Великого князя Михаила Николаевича полку. В 1854 году имам Шамиль предложил обменять своего старшего сына на захваченных им княгинь Чавчавадзе и Орбелиани. Джамалуддин вернулся в горы, однако прожил недолго. В 1858 году умер (по всей видимости, от туберкулёза) в ауле Карата[185][186][187].
- Вторым и любимым сыном имама Шамиля был Гази-Мухаммад (1833—1902) — в шестилетнем возрасте получил первое ранение (в ногу) при прорыве из осаждённого аула Ахульго. В 1850 году был назначен наибом в общество Карата, где заслужил всеобщее уважение. Прославившим его воинским успехом стал поход на Грузию, в ходе которого было разорено имение князей Чавчавадзе. В мае 1855 года султан Абдул Меджид прислал Гази-Мухаммаду зелёное знамя и серебряный с позолотой орден, украшенный алмазами, отмечая его заслуги. Кроме того, сыну имама был пожалован чин паши. Весной 1859 года Гази-Мухаммад руководил обороной аула Ведено, столицы имамата. Обложенный со всех сторон царскими войсками, обстреливаемый тяжёлыми орудиями, Ведено был обречён, несмотря на труднодоступность. После длительной осады аул был взят, а Гази-Мухаммад с оставшимися защитниками направился в Дагестан. В августе 1859 года Гази-Мухаммад находился рядом с отцом в Гунибе. Он со своим младшим братом Мухаммадом-Шапи держал оборону на подступах к укреплению. После сдачи Гуниба, по велению царя, Шамиль, Гази-Мухаммад и три мюрида должны были быть доставлены в Санкт-Петербург, а затем местом жительства была назначена Калуга. После смерти отца с трудом выхлопотал разрешение на выезд в Турцию и Аравию из-за необходимости опеки над семьёй скончавшегося отца. В Османской империи поступил на военную службу, во время русско-турецкой войны командовал дивизией, принимал участие в осаде Баязета, дослужился до звания маршала. В 1902 году умер в Медине и похоронен рядом с отцом[188].
- Третий сын имама Саид — погиб в младенчестве, вместе со своей матерью Джавгарат, во время штурма русскими войсками аула Ахульго.
- Четвёртый сын, Мухаммад-Шапи (1840—1906) — после падения аула Гуниб был также привезён в Санкт-Петербург, а затем направлен в Калугу. Выразил желание поступить на русскую службу и 8 апреля 1861 года стал корнетом лейб-гвардии в Кавказском эскадроне Собственного Его Императорского Величества Конвоя Мухаммед-Шефи-Шамилевым. Детей от первого брака у Мухаммада-Шапи не было. Вскоре он женился второй раз. Вторая жена тоже была горянкой, по имени Джарият; она родила Мухаммаду-Шапи сына, названного Мухаммад-Загидом. 25-летний горец за неполные три года воинской службы был возведён в чин поручика, а ещё через два года стал штабс-ротмистром. Через три года Мухаммад-Шапи отправили по служебным воинским делам в длительную командировку за границу, во время которой он побывал во Франции, Англии, Германии, Турции и Италии. По возвращении в Россию он был награждён орденом Св. Анны 3-й степени и откомандирован на Кавказ для отбора молодых горцев в Кавказский эскадрон. Вскоре за безупречную службу последовало производство в ротмистры и назначение командиром взвода горцев в Царском Конвое. В 1873 году он награждён ещё одним орденом — Святого Станислава 2-й степени. В неполные 37 лет стал полковником. В годы русско-турецкой войны просился на фронт в действующую армию, но получил отказ царя (его старший брат командовал крупным соединением в турецкой армии). В 1885 году был произведён в генерал-майоры, с зачислением в запас гвардейской кавалерии. В 45 лет женился в третий раз на 18-летней дочери купца Ибрагима Исхаковича Апакова Биби-Мариам-Бану и получил в качестве свадебного подарка каменный двухэтажный дом на площади Юнусова в Старо-Татарской слободе в Казани, где и прожил до конца своих дней. Обе его дочери от последнего брака были поочерёдно замужем за общественным деятелем Дахадаевым, в честь которого названа Махачкала; в одном из этих браков родился сын. Скончался Мухаммад-Шапи в 1906 году во время лечения на минеральных водах в Кисловодске[189].
- О младшем сыне, Мухаммад-Камиле (1863—1951), известно менее всего. Он родился в Калуге и никогда не смог вернуться на родину в Дагестан. Его матерью была дочь шейха Казикумухского, Загидат. Большую часть жизни он прожил в Турции и Аравии, стал генералом турецкой армии. Похоронен в Стамбуле[6]. Был женат на Наджибе. Является отцом известного деятеля северокавказской эмиграции Мухаммада-Саида Шамиля. Кроме Саида у Мухаммада-Камиля было две дочери — Наджия и Наджават. Ни Саид, ни его сёстры в браке не состояли и потомства не имеют.

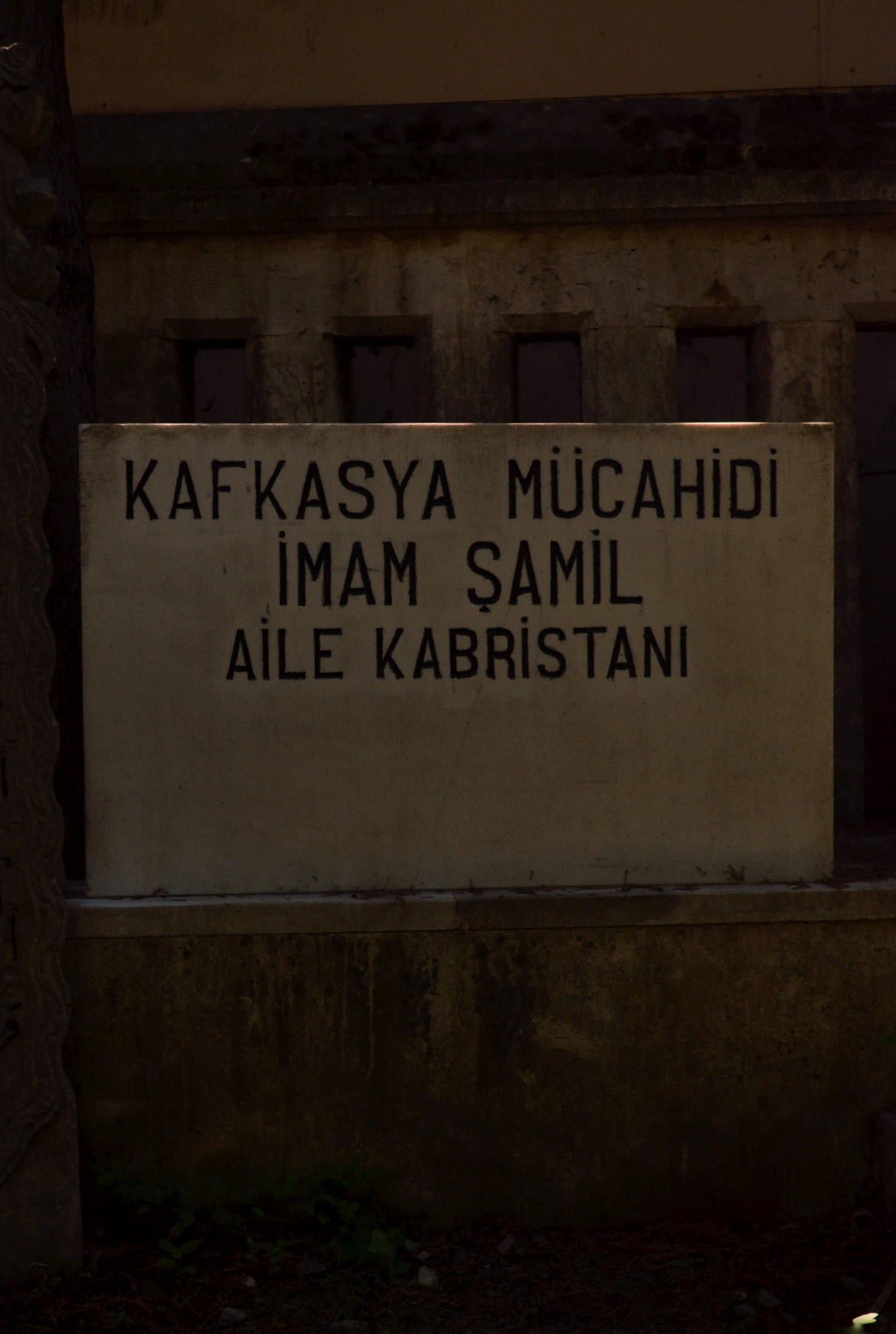
Кладбище семьи кавказского муджахида имама Шамиля в Стамбуле
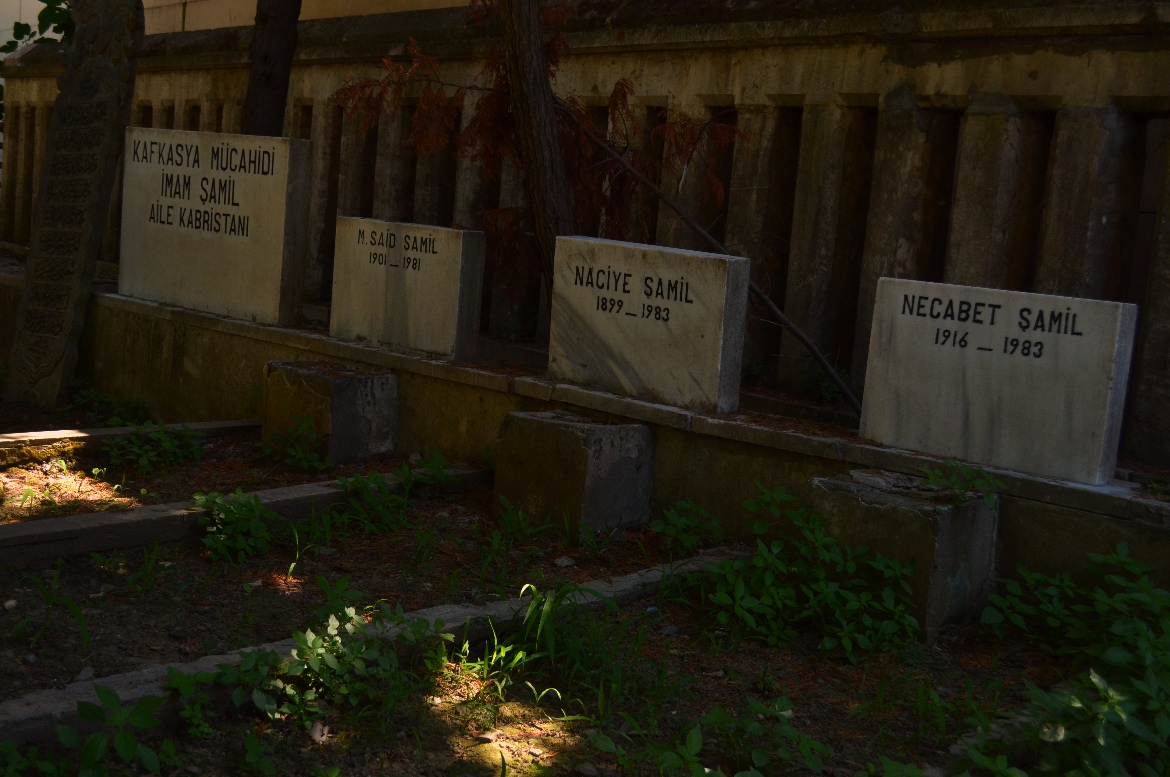
Могилы внука Мухаммада-Саида и внучек Наджабат и Наджия

### Дочери

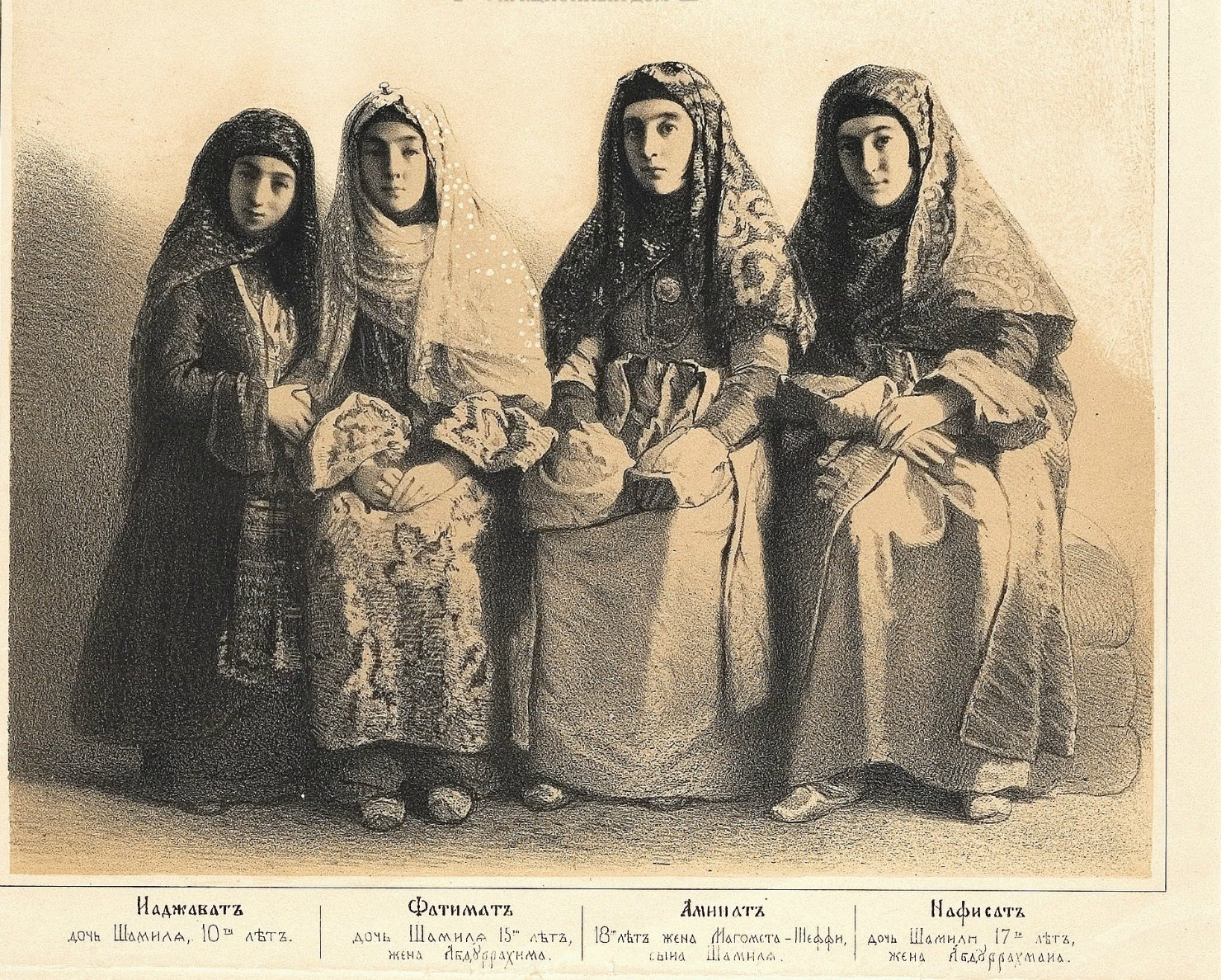
Дочери и сноха Шамиля
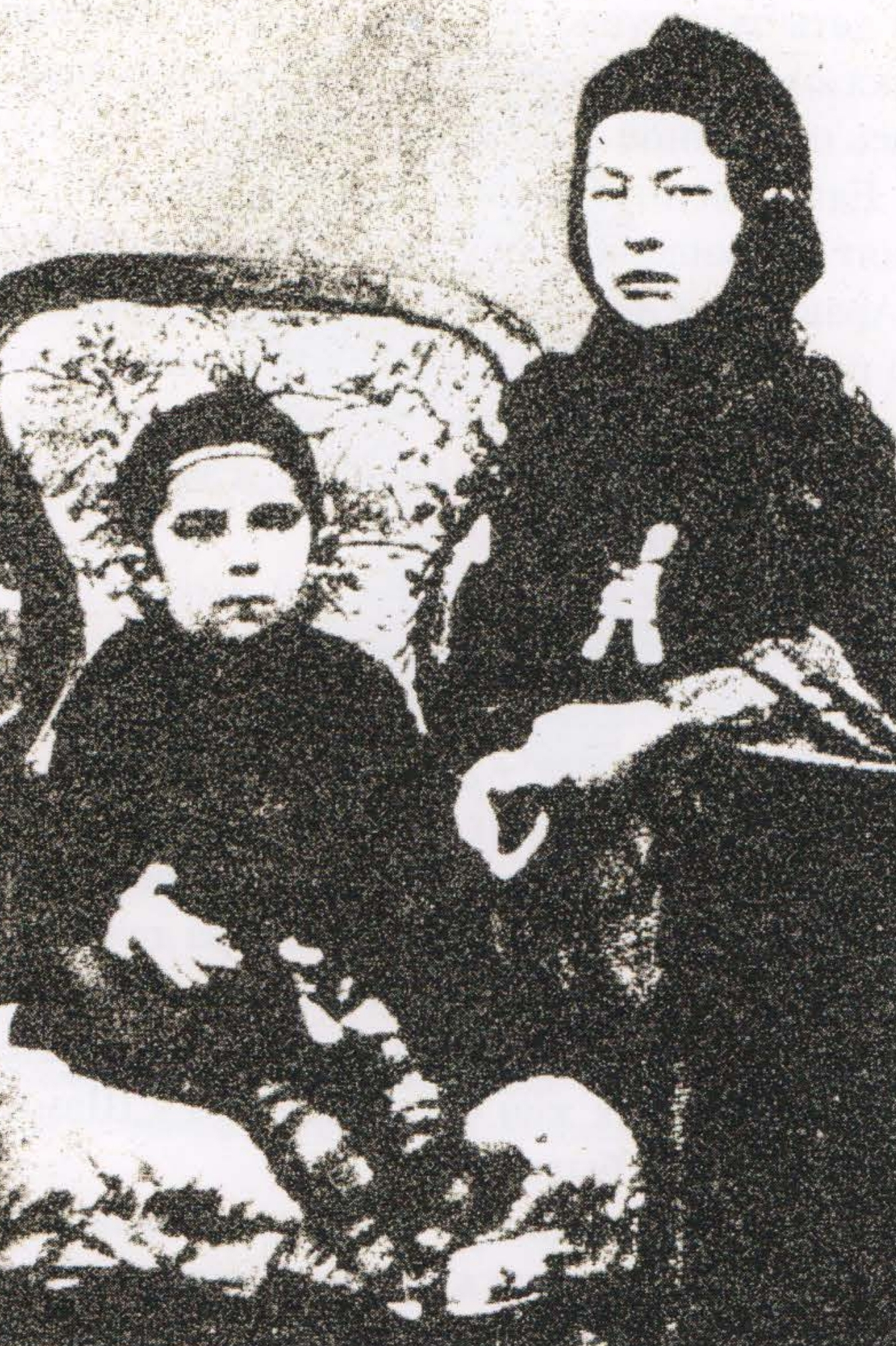
Дети Шамиля Баху-Меседу и Мухаммад-Камиль

Две старшие дочери Написат и Патимат вышли замуж за сыновей шейха Кази-Кумухского — Абдурахима и Абдурахмана. Первая умерла в Калуге, её гроб похоронили в Гимры. Патимат с другими дочерями поехали с Шамилём в хадж. Наджават была замужем за Даудом — сыном Мухаммад-Амина, оба умерли рано. Сапият умерла до отца 13 мая 1870 года в Медине. Баху-Меседу тоже умерла на чужбине.

### Сестра и племянники
После смерти своего отца мать Шамиля вышла замуж за Денгав-Мухаммада. В этом браке была рождена дочь Фатимат, бывшая замужем сначала за Магомедом, а впоследствии за Хамулатом Гимринским, убитым при взятии старого Дарго в 1845 году. Фатимат погибла при взятии русскими войсками крепости Ахульго в 1839 году. Она бросилась в реку Койсу, чтобы не попасть в руки противников, и утонула. От Фатимат осталась дочь Меседу, которая была замужем два раза за Али-Магометами; от первого мужа у неё был сын Гамзат-бек, отправленный в 1837 году аманатом в Россию и возвращённый во время размена пленными в 1855 году.

## Память
- Портреты Шамиля и наибов, согласно указу властей, вешались в государственных и учебных заведениях в период существования Горской республики (1917—1919)[190].
- Для представителей народов Северного Кавказа Шамиль остаётся исторической личностью, которая оказывает на них наибольшее влияние[191]. Но при этом им в основном присуща фолк-хисторичная избирательность: в жизнеописании Шамиля внимание акцентируется на противостоянии российской власти, зачастую игнорируя кровопролитную борьбу Шамиля с теми его сородичами, которые не принимали шариат и джихад. На практике это приводит к формированию национального шовинистического мифа[192].
- Шамиль стал знаковой личностью в постсоветский период в Дагестане, олицетворяя исламское возрождение в республике, его портреты и статуи ставились на площадях, в мечетях и кабинетах некоторых политиков[193].

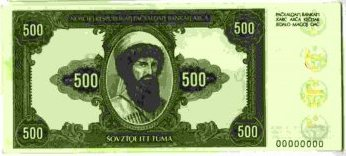
Имам Шамиль на купюре номиналом в 500 чеченских нахаров

- Личность Шамиля даже в советское время для чеченцев была значимой, он был символом консолидации и сопротивления[194], гонения на образ Шамиля в советской историографии только сделали его ещё близким для народа[195]. Так, юного Джохара Дудаева чуть не исключили из школы за позитивное сочинение о Шамиле[196]. В честь имама в независимой Ичкерии был назван один из главных проспектов Грозного[197], он был изображён на национальной валюте — нахарах — и на первой почтовой марке 1992 года[198]. В 1997 году в столице Шамиля Ведено торжественно отметили 200-летие со дня его рождения[199], на мероприятии присутствовал также ряд руководителей ЧРИ. Однако к этому периоду у части чеченцев начало охлаждаться отношение в имаму[199]. Его начали обвинять в ведении бессмысленной войны и геноциде чеченцев[194], такую позицию активно продвигает глава ЧР Рамзан Кадыров, сравнивая имама с амиром Хаттабом[200].

- Шамильский район — с 1994 года название одного из районов Дагестана;
- Шамилькала — с ноября 1918 года по март 1920 года название нынешней Махачкалы;
- Шамилькала — посёлок в Дагестане;
- Проспекты имама Шамиля в Махачкале и Кизилюрте;
- Улицы имама Шамиля в Хасавюрте, Избербаше, Буйнакске, Грозном (Чечня), Сухуме (Абхазия) и др.;
- Улицы шейха Шамиля в Баку (Азербайджан) и Стамбуле (Турция);
- Городской парк имени Шамиля в Анкаре (Турция)

- Бюсты имама Шамиля в Закаталах (Азербайджан), Анкаре, Ялове (Турция)[201], Спокане (США)[202]
- Памятник имаму Шамилю в Махачкале на проспекте имама Шамиля;
- Мемориальная доска в Киеве (Украина);

- «Башня Шамиля» во Льгове (Курская область);
- «Дом Шамиля» в Казани, где долгие годы жил его сын;
- «Дом Шамиля» в Калуге, где имам жил с 1859 по 1868 год и на котором сейчас установлена памятная доска;
- Джума-мечеть имени имама Шамиля в Кенхи (Чечня)[203];

- Танковая колонна «Шамиль»
- Батальон имени имама Шамиля.

- Голубянка Шамиль
- Бронзовка Шамиля

## В искусстве

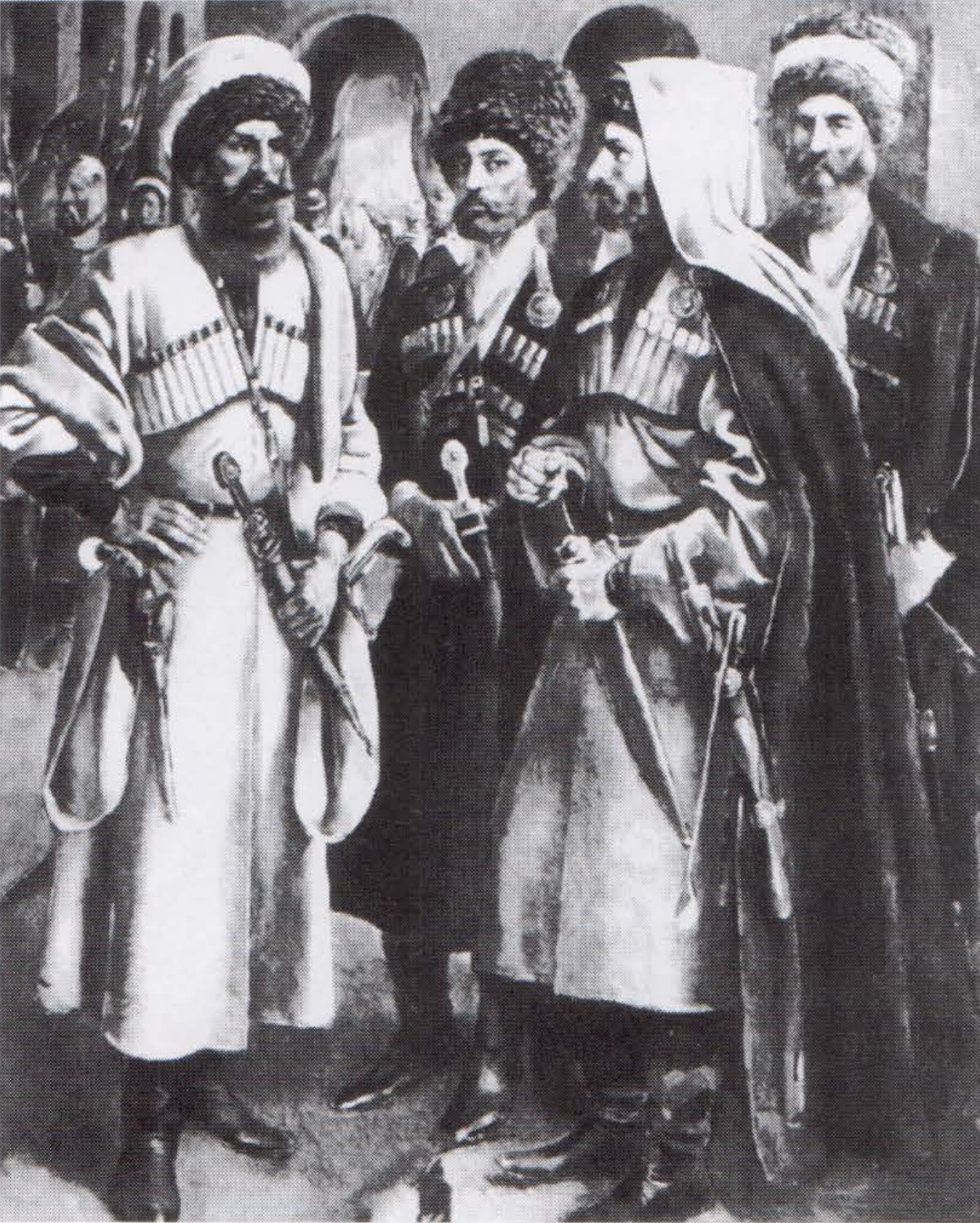
Картина Х.-Б. Мусаясула. «Шамиль и наибы Даниял-бек Илисуйский, Хаджи-Мурат Хунзахский, Шуаиб-Мулла Цонтороевский». (1912)

### Кино
- «Белый дьявол» — режиссёр Александр Волков (СССР, 1930); в роли имама — Аршо Шахатуни;
- «Хаджи-Мурат — Белый Дьявол» — режиссёр Марио Бава (Италия, 1959); в роли — Никола Попович;
- «Казаки» (итал. I cosacchi) — режиссёр Виктор Туржанский (Италия, 1960); в роли — Эдмонд Пёрдом;
- «Шамиль. Рай под тенью сабель» — режиссёр Михаил Ланчава (Россия, 1992); в роли — Гусейн Халимбеков;
- «Имам Шамиль. Последний бой имама» — режиссёр Алик Исаев (Россия, 2005); в роли — Магомедхаджи Гусейнов;
- «Имам Шамиль. Осада Ахульго» — режиссёр Магомед Абдулкадыров (Россия, 2019); в роли — Хайбула Хасаев;
- «Имам Шамиль: Последний путь» (документальный) — режиссёр Магомед Казиев (Россия, 2020);
- «Аманат» — режиссёры Антон Сиверс, Рауф Кубаев (Россия, 2022); в роли Шамиля — Арслан Мурзабеков;
- «Большие змеи Улли-Кале» — режиссёр Алексей Федорченко (Россия, 2022); в роли — Заур Цогоев, Олег Ягодин.

### Поэзия и проза
- «Дастан о шейхе Шамиле» — произведение турецкого сказителя Рази[204].
- «Шамиль» (1938) — пьеса Юсупа Гереева.
- «Имам Шамиль» — многотомный роман Марьям Ибрагимовой[205].

### Хореография
- Хореографическая драма «Имам Шамиль»[206].
- «Танец Шамиля» — кавказский и казацкий танец[207].
- «Шамиль» (2006) — балет Мурада Кажлаева.

### Музыка
- «Про Шамиля» (1929) — симфоническое произведение композитора Адриана Митрофанова[207].
- «Торжественный марш Шамиля» — хоровое произведение Модеста Мусоргского[208].
- «Шамиль» — хасидский нигун, основанный на переживаниях Шамиля.
- Имам фигурирует в ряде песен чеченского барда Тимура Муцураева[209].

## Галерея

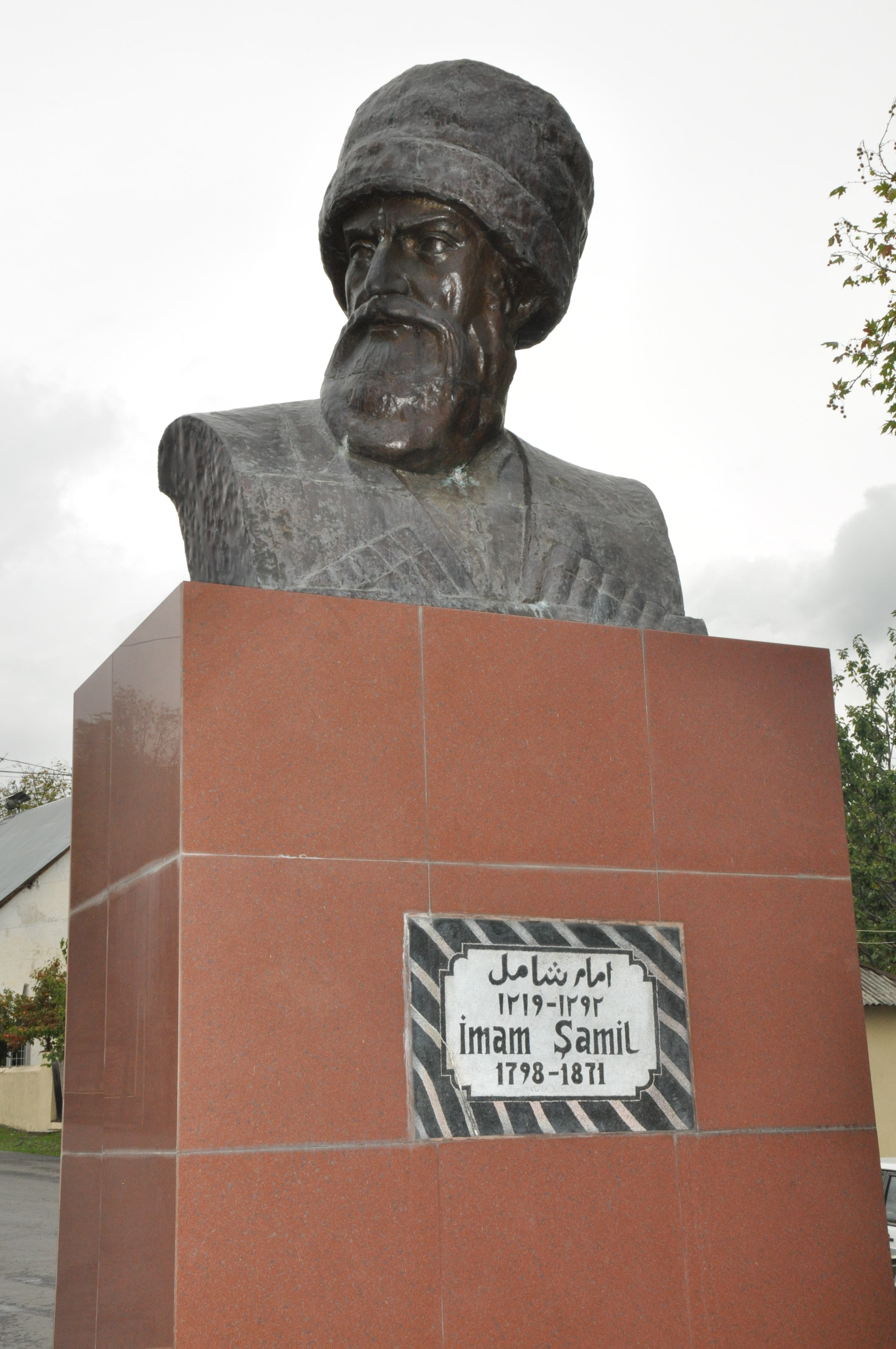
Бюст имама Шамиля в селе Джар Закатальского района Азербайджана
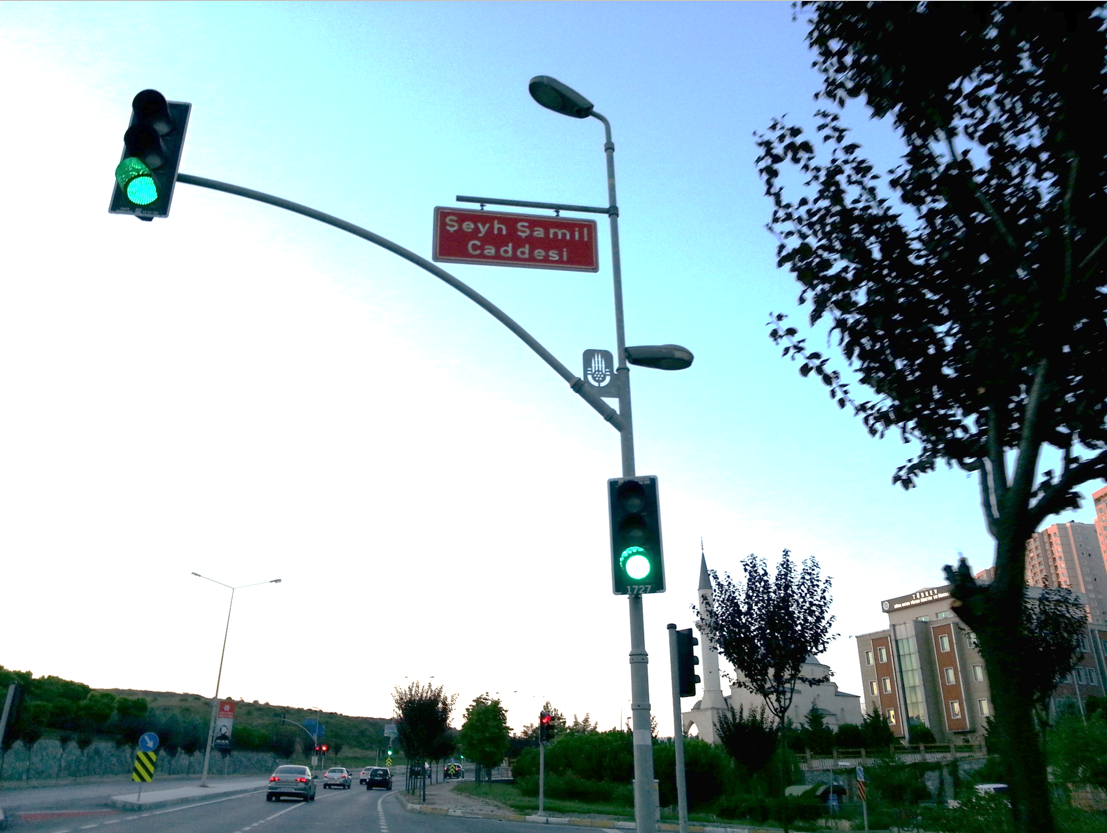
Улица шейха Шамиля в Стамбуле (Турция)
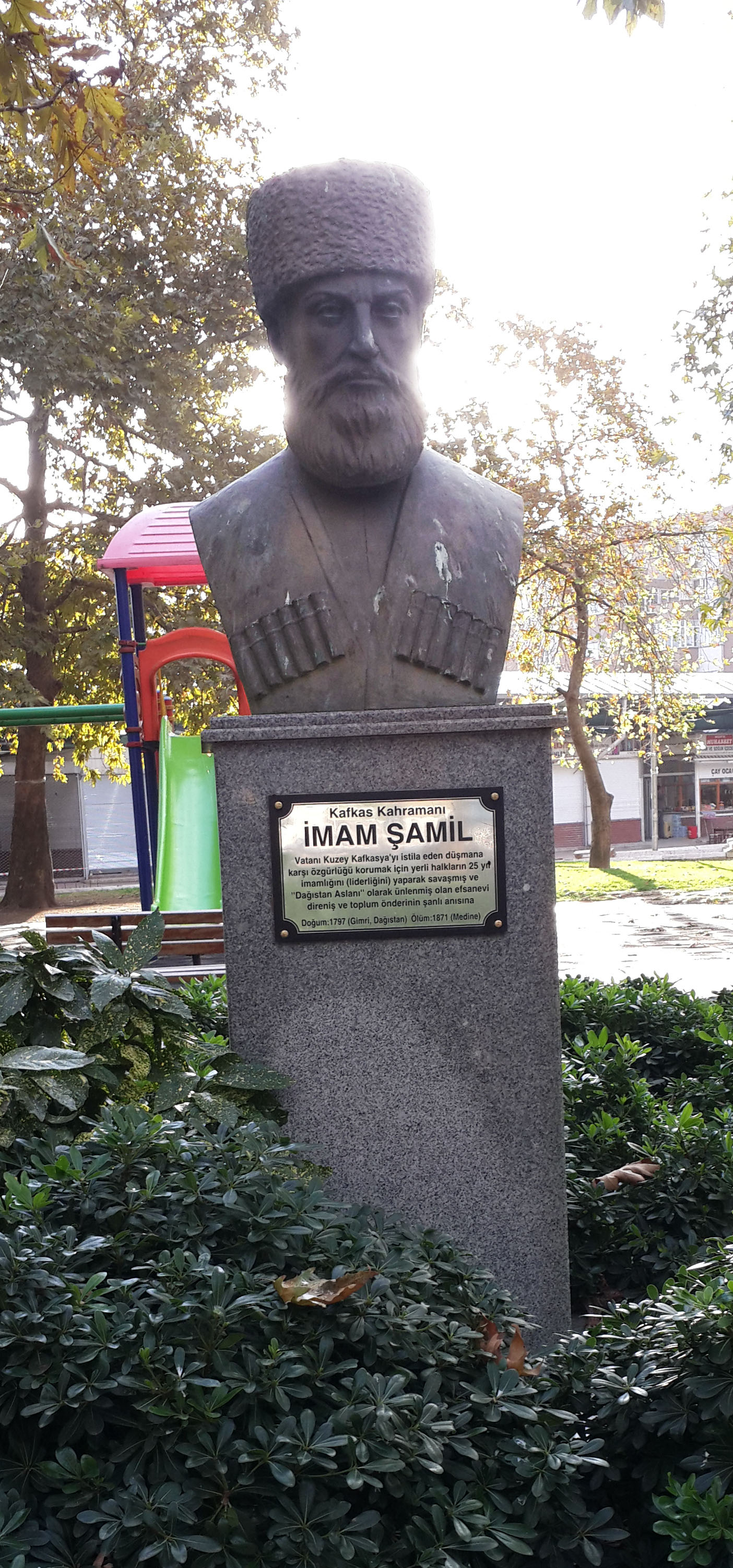
Бюст имама в городе Ялова (Турция)
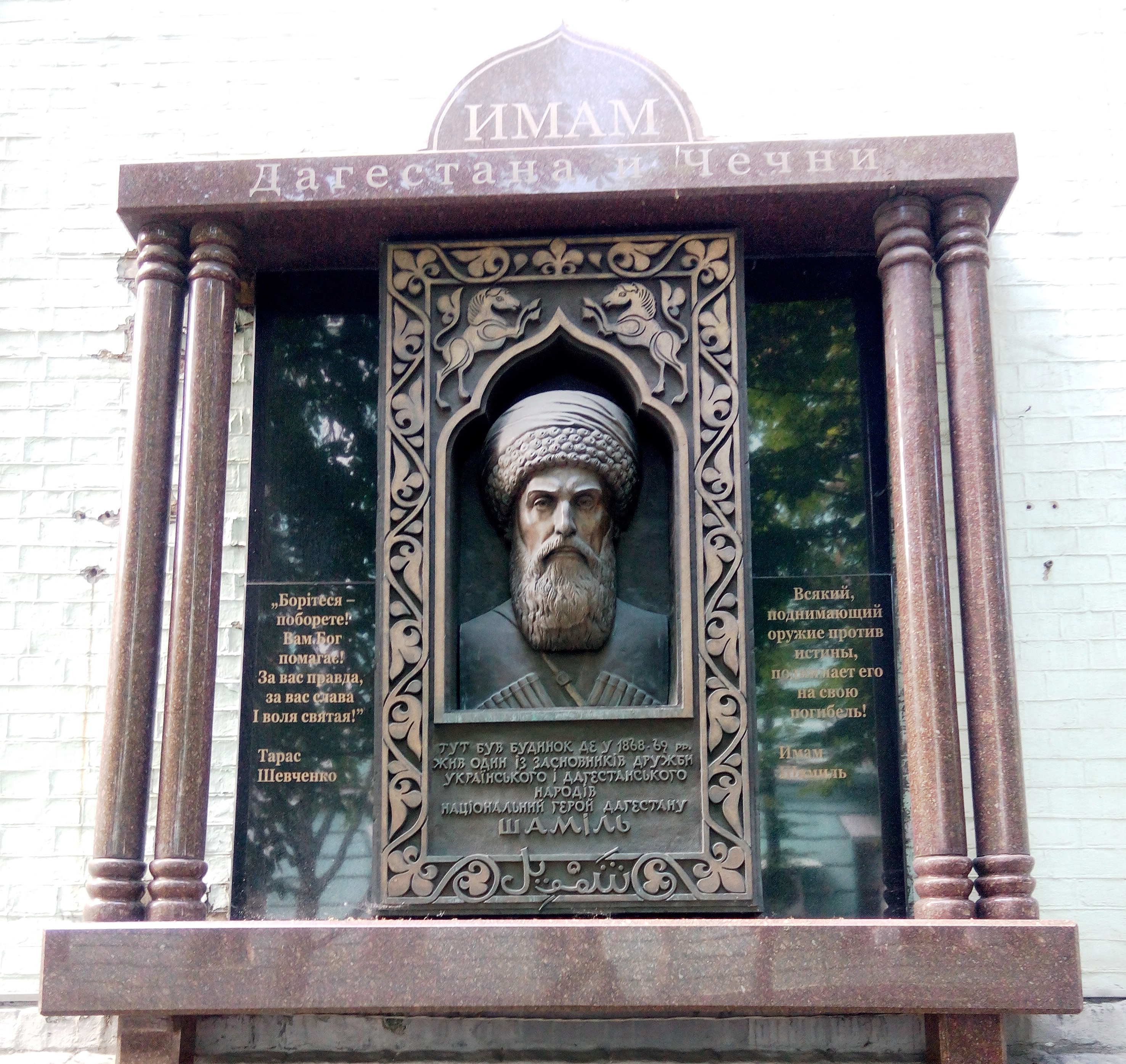
Мемориальная доска имаму Шамилю в Киеве
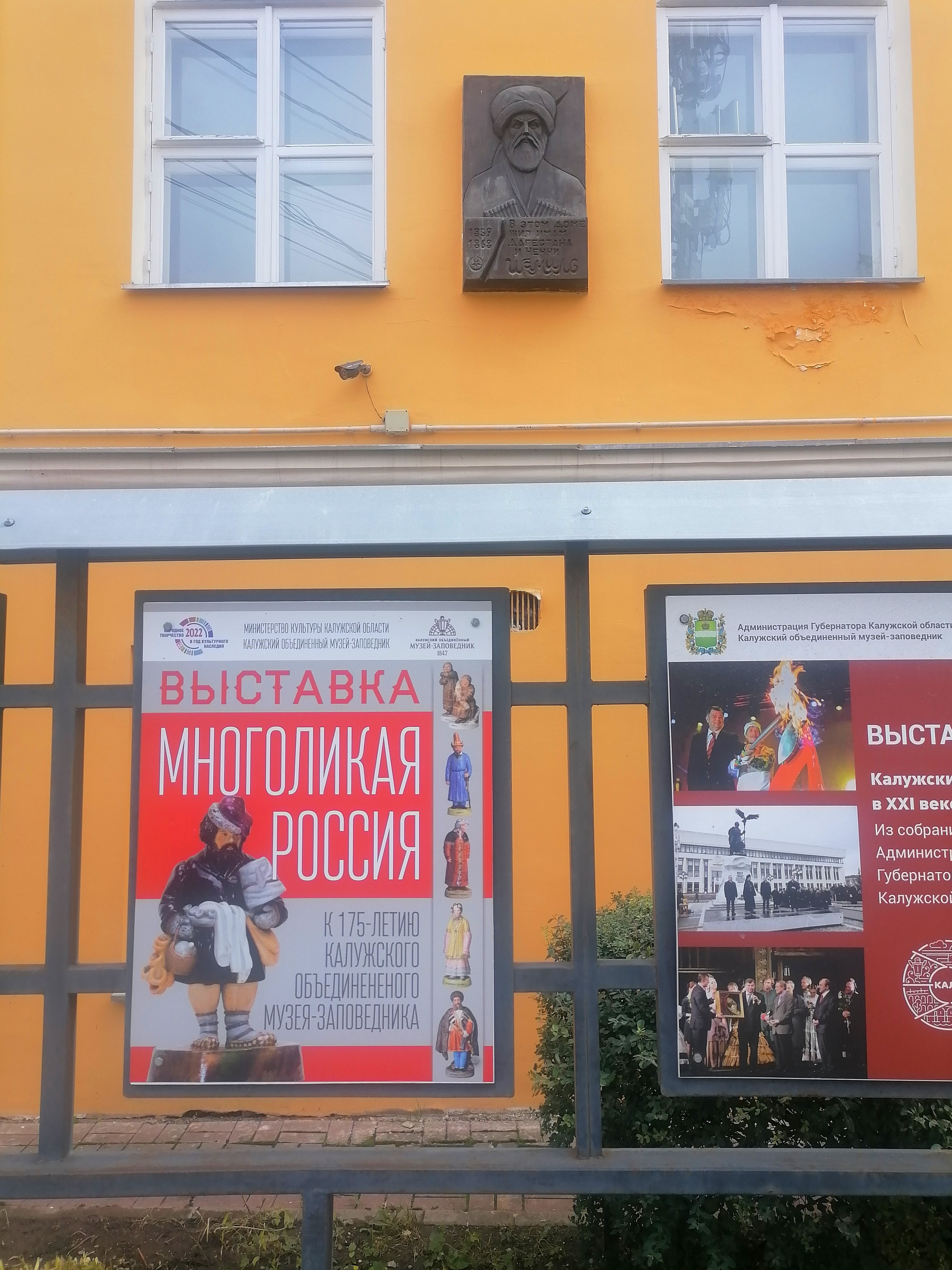
Мемориальная доска в Калуге
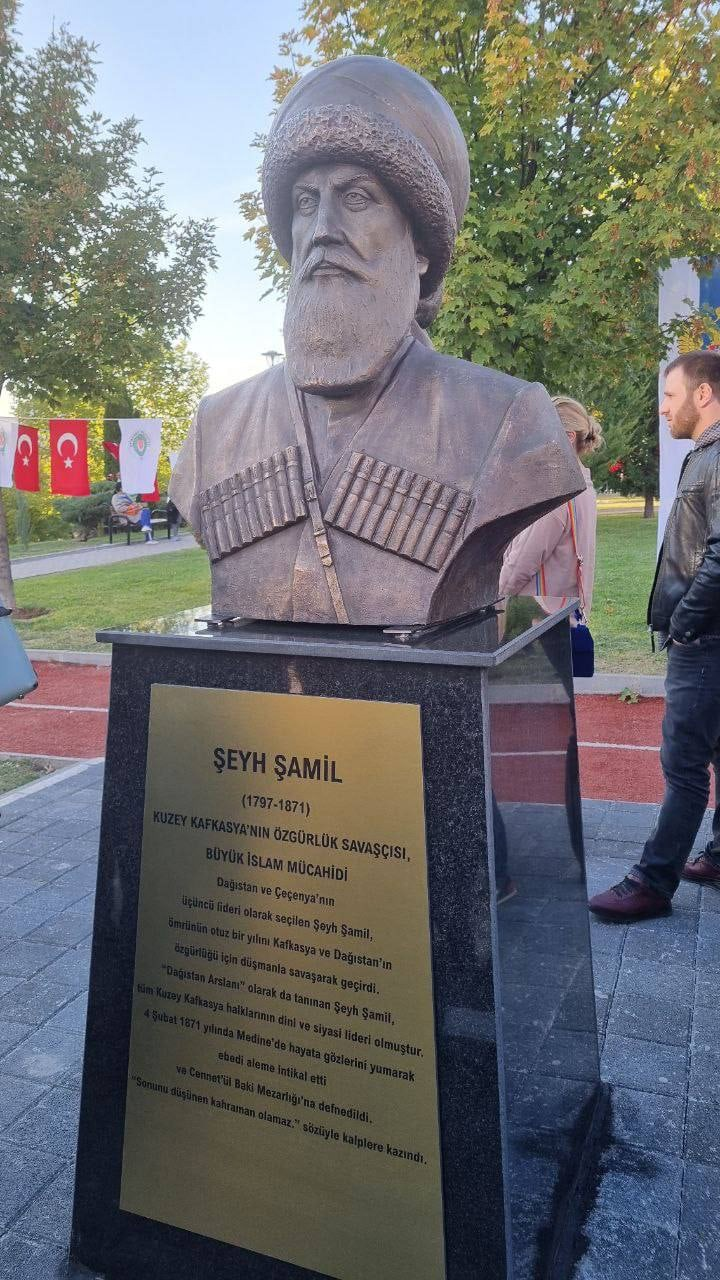
Бюст имама Шамиля в Анкаре (Турция)

## В историографии

### Российская

#### Советская
С приходом к власти большевиков Шамиль стал изображаться как народный герой, чьё освободительное движения было предтечей к пролетарской революции. Позднее взгляд советской историографии начал меняться и в некоторых вопросах сходиться с царской. В 1934 году профессор Николай Покровский написал фундаментальный труд «Кавказская война и имамат Шамиля», положительно оценённый как современниками, так и современными исследователями, однако его не допускали к изданию из-за советской партийной идеологической цензуры.
В начале 1950-х годов движение Шамиля получило характеристику клерикального и агентурного. При Хрущёвской оттепели движение стало видеться как антиколониальное и антифеодальное, при этом не антирусское, а антицарское, хоть и под реакционно-религиозным знаменем. В 1970-х руководство ЧИАССР в контексте политики «дружбы народов» стало рассматривать имперскую колониальную политику на Северном Кавказе как «добровольное вхождение». Такие концепции стали резко критиковаться как антинаучные уже к периоду распада СССР.

#### Фальсификации
Работы некоторых северо-кавказских исследователей по истории Кавказской войны формируют в кавказцах собственное национальное самосознание, что не соответствует российской государственнической политике по консолидации народов на русско-православной основе. Из-за этого рядом провластных личностей в историографии Шамиля формируются фальсификации.

##### «Мирный договор»
Для борьбы с сепаратистскими настроениями в 2010-х годах был придуман «Мирный договор», который имам Шамиль якобы заключил с Россией в августе 1859 года, после которого добровольно прекратил войну и ввёл Имамат в состав Империи. Таким образом, Кавказская война в Дагестане и Чечне свелась бы к добровольному присоединению, а не насильственной колониальной экспансии. Эта концепция была также высказана в 2022 году на мероприятии под названием «Наследие Имама Шамиля — историческое достояние и память о герое становления многонационального государства», где была сформирована резолюция, которая включала следующие тезисы: «Имам Шамиль — великий государственный деятель, военачальник, мыслитель и духовный лидер, который воссоединил Северный Кавказ с Российской империей», «Имам Шамиль никогда не воевал с Россией. Не объявлял газават… джихад… „священную войну“ православной России», «25 августа 1859 года на Гунибе А. Барятинский выполняя распоряжение императора Александра II… приказал остановить штурм Гуниба, для того чтобы заключить мир на условиях Шамиля», «Достигнутое соглашение об окончании войны на Северо-Восточном Кавказе и умиротворении Чечни и Дагестана было утверждено Александром II», «Заключив договор о мире с императором России Александром II, имам Шамиль лишил горцев права воевать с Россией», «Героическая борьба горцев за свободу завершилась умиротворением Кавказа, торжеством уважения России, русских к горцам, совместным цивилизационным развитием и взаимообогащением». Согласно этой «экспертной комиссии», Шамиль на Гунибе заключил мирный договор с Российской империей, который состоял из следующих пунктов:
- свобода исповедания ислама
- свобода от воинской повинности
- сохранение джамаатского самоуправления, военно-народного управления, наибств, шариатского права, статуса горцев-узденей (оставить за горцами все их личные и коллективные, общинные права, включая и право на ношение оружия)
- сохранение мира среди горцев (не стравливать народы между собой).

##### «Завещание Шамиля»
В 1991 году в Аварском театре Махачкалы для постановки был выдуман текст «завещания Шамиля», где Шамиль призывал горцев-мусульман «жить в мире с Россией». Впоследствии этот текст некоторыми чиновниками представлялся как исторический документ.

### Европейская

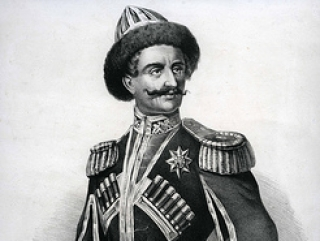
Портрет Шамиля, созданный художником Зоттой и литографом Падринелли в Милане в 1840 году.
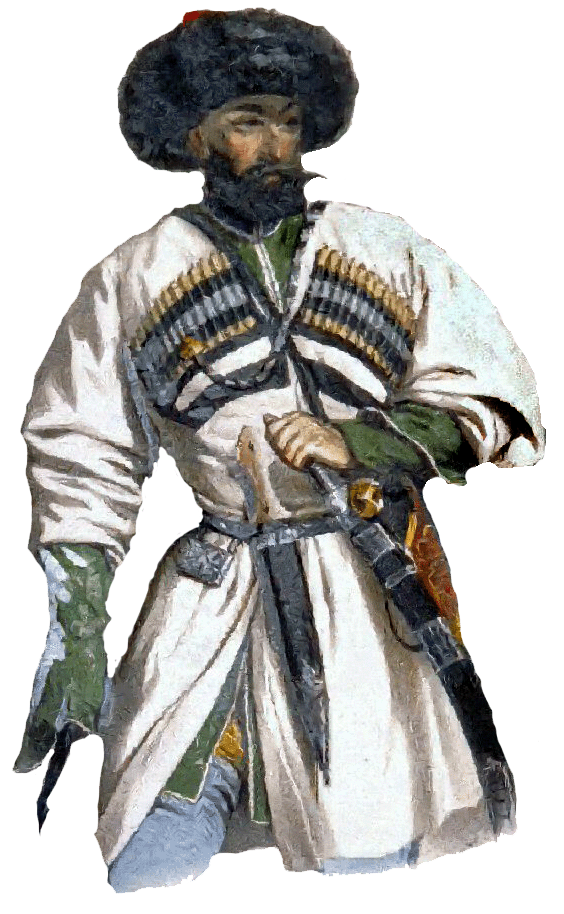
Литография Рудольфа Хоффмана по рисунку Лоренса. около 1850 г.
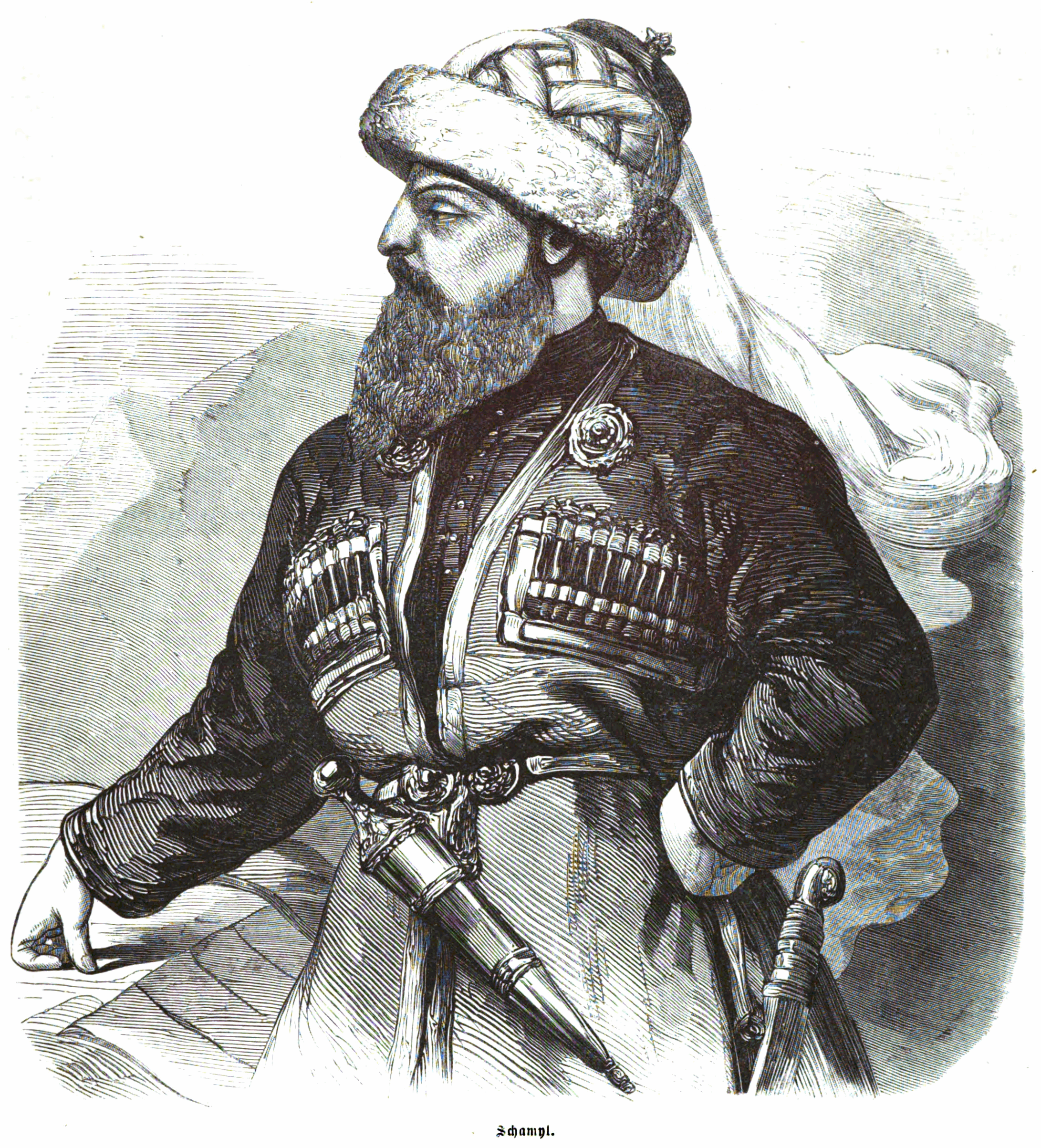
Иллюстрация Шамиля из датской газеты Illustreret Tidende[англ.]. Октябрь 1859 года

В 1850-е годы у европейских публицистов сложился романтизированный образ Шамиля. Так, у немецкого автора Фридриха Вагнера он предстаёт как «предводитель и духовный лидер» горцев, имя которого было окружено «загадочным ореолом», являлся «предметом восхищения всех, кто следит за его делами», выступал как «образец восточного красноречия», «вдохновенный оратор» и «мудрый законотворец».

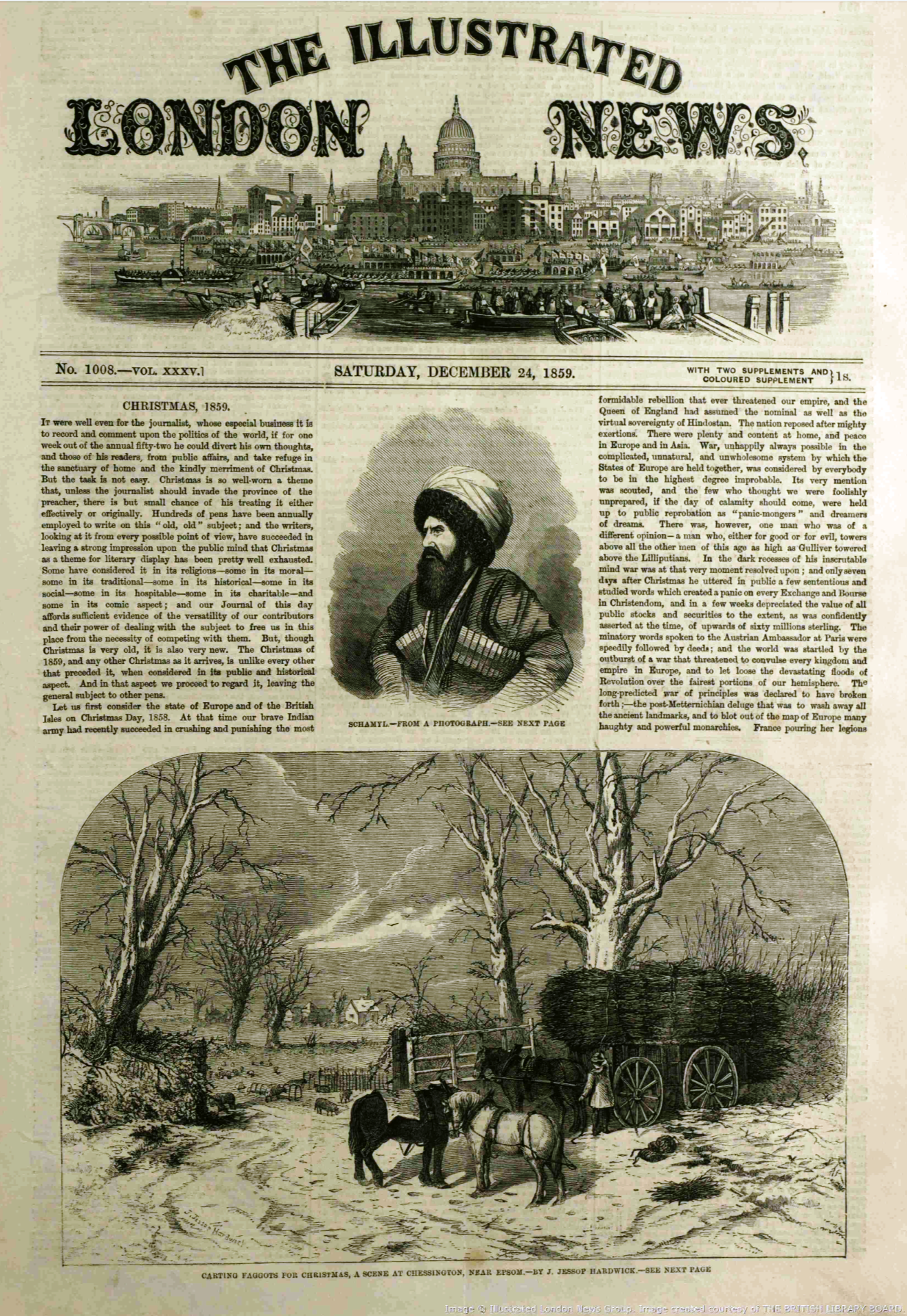
Шамиль на первой полосе выпуска The Illustrated London News от 24 декабря 1859 года

Во французской печати Шамиля так же называли «пророком» и сравнивали его с Абд аль-Кадиром. Во французском стихотворении, посвящённом Шамилю, он обращается к силам природы (ветрам, Кубани, Чёрному морю) и узнаёт от них о плачевном положении края. Тогда он берёт свой ятаган и «поднимается против захватчиков», несмотря на «соотношение один к десяти», с такой силой, что «Эльбрус и Казбек сотрясаются от основания до вершин».
Шотландские журналисты поражались, как кавказские события могут сдерживать империю, «равную половине диаметра мира», а Шамиля и его сподвижников именовали «бескорыстными мучениками за свободу в войне с деспотизмом». Опубликованные в том же журнале годом ранее стихи сравнивают Шамиля с царём Саулом и подчёркивают, что «Господь наделил его душу мощью, а сердце научил быть дерзновенным», чтобы сражаться за свободу, когда «пламя Священной войны несётся от Анапы до Баку».
Характеризуя имама Шамиля, турецкий историк Албай Яшар Иноглю пишет:

В истории человечества не было такого полководца, как Шамиль. Если Наполеон был искрой войны, то имам Шамиль — её огненным столбом.
— 
Его глубоко заинтересовал тот факт, что воевать против Шамиля императоры России посылали самых опытных генералов. Так, русскими войсками на Кавказе в войне против Шамиля командовали генерал-адъютант Г. В. Розен (1831—1837), генерал-адъютант Е. А. Головин (1837—1842), генерал-адъютант А. И. Нейтгарт (1842—1844), фельдмаршал М. С. Воронцов (1844—1854), генерал-адъютант Н. Н. Муравьёв (1854—1856) и фельдмаршал А. И. Барятинский (1856—1862).
В 2006 году после выхода в свет книги швейцарского журналиста Эрика Хёсли «Завоевание Кавказа: Геополитическая эпопея и борьба за влияние» (À la conquête du Caucase: Épopée géopolitique et guerres d’influence) несколько рецензентов сравнивали имама Шамиля с международным террористом Усамой бен Ладеном.

## В политической борьбе
- Идею возрождение государства Шамиля продвигал ряд политических сил в истории Северного Кавказа. После Кавказской войны в 1877 году при участии сына Шамиля Гази-Мухаммада вспыхнуло крупное джихадистское восстание. После распада Российской империи стремления активизировались: по модели Шамиля шейх Узун-Хаджи построил Северо-Кавказский эмират, то же пытался сделать Нажмудин Гоцинский. После распада СССР события продолжились: в 1998 году под руководством Шамиля Басаева Конгресс народов Дагестана и Чечни провозгласил цель создать независимое государство в границах Имамата[228]. Правопреемницей Имамата Шамиля себя объявила организация Имарат Кавказ[229].
- Имя Шамиля в политической пропаганде в Великой Отечественной войне использовалось как Советской властью, так и немецким командованием. Немцы назвали мероприятие по захвату нефтяных промыслов на Северном Кавказе операцией «Шамиль»[230].

Манипуляция именем Шамиля в немецких агитлистовках периода битвы за Кавказ Второй мировой войны
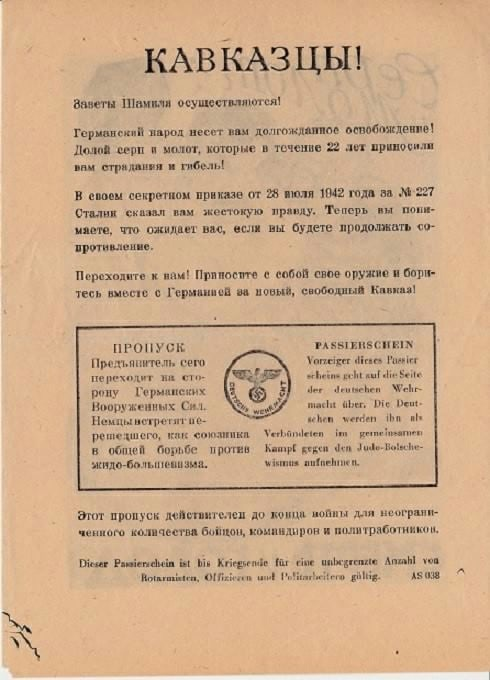
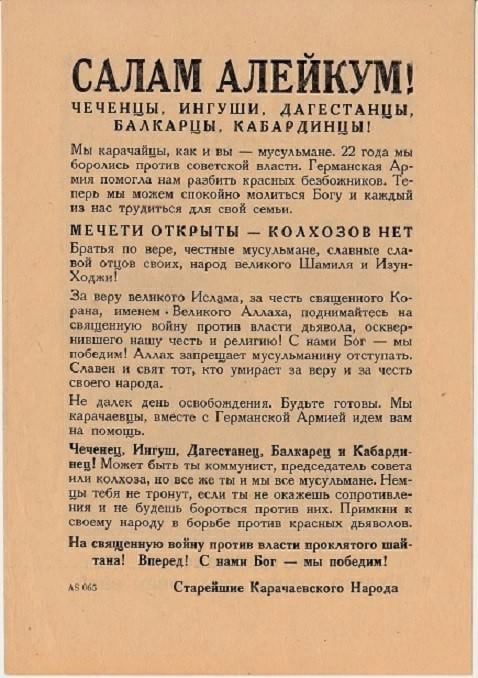

- В годы Афганской войны афганские моджахеды использовали имама Шамиля в своих агитлистовках[174].

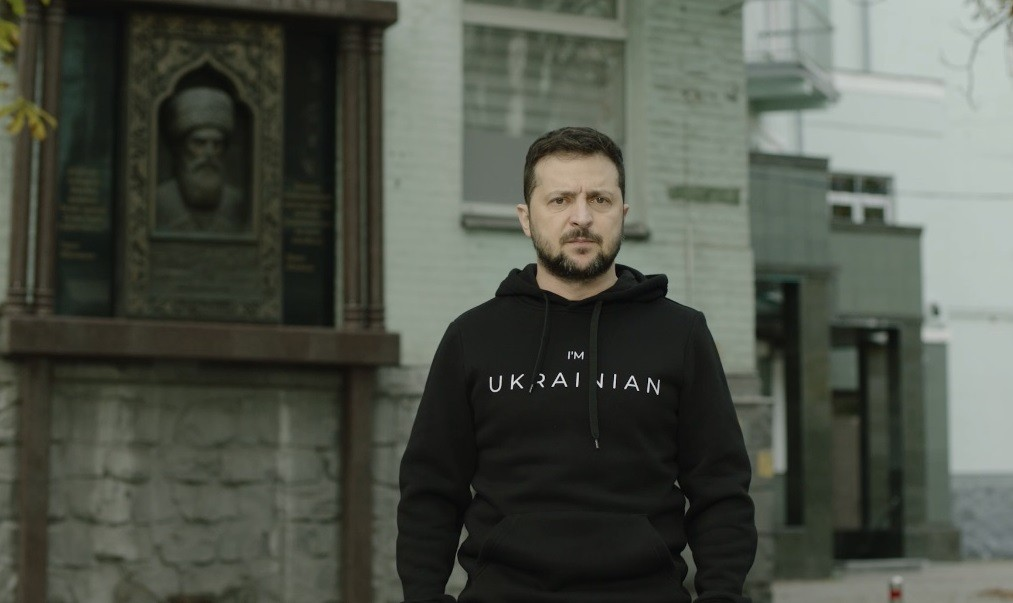
Президент Украины Владимир Зеленский 29 сентября 2022 года во время войны с Россией и протестов в Дагестане на фоне памятника Шамилю в Киеве обращается с призывом к народам Кавказа сопротивляться мобилизации

### Комментарии
1. ↑  Исследователями предполагается, что по материнской линии[23]
2. ↑  Джамалуддин Кази-Кумухский не одобрял войну до самого её конца и был суфием-пацифистом, но при этом поддерживал активные связи с Шамилем
3. ↑  Перевод:Приветствую тебя. Благослови тебя бог. Ко мне приезжали выборные от твоих людей. Я рассказал им о тех задачах, которые стоят сейчас перед нами. Они известят вас и расскажут вам. Слушайте их. Помни и держи в секрете то, что я предлагал
4. ↑  Орота, Харадерик, Харачи, Джематури и Коло
5. ↑  в том же положении оставались только те, кто был во владении узденей
6. ↑  по русским данным, потеряно 76 офицеров, среди которых 10 в плену, и 2308 солдат, из которых 312 в плену[107]
7. ↑  по русским данным, 27 артиллерийских орудий, 8 крепостных ружей, 2152 ружья, 13816 зарядов, 35 тысяч патронов, 50 пудов пороха[107]
8. ↑  по русским данным, выбыло 3-4 тысячи человек, несколько генералов, несколько сотен офицеров
9. ↑  Бывавший на Кавказе немецкий исследователь Карл Кох в этот период писал, что «…весь Дагестан не имеет столько мужского населения, сколько сражалось против него русских солдат»[112]
10. ↑  подобный механизм медленного отрыва территорий врага по кускам реализовывал ещё Ермолов[112]
11. ↑  линия укреплений в Андалале
12. ↑  Хаджи-Мурат перед походом в Кайтаг пошёл в набег на Буйнак, где убил брата шамхала — Шах-Вали — и пленил его семью для выкупа
13. ↑  Хунзах, Обода, Ахалчи, Тануси, Геничутль, Ках, Батлаич и другие
14. ↑  через 3 месяца их перевезли в Калугу на постоянное проживание
15. ↑  В Моздоке его встретил его шурин Улуханов, брат Шуайнат